# Avas
Az Avas vulkáni eredetű, 234 méter magas domb Miskolc közepén, egyben az Avas városrész neve is. A városrész magába foglal egy lakótelepet is, amely tíz és félezer lakásával az ország egyik legnagyobb lakótelepe.
A domb északon meredekebb, a többi irányból lankásabb lejtők határolják. A legnevezetesebb részek az északi, északkeleti oldalak, itt találhatók a műemlékek és a látványosságok zöme. A domb tetején áll a tévétorony, közismert nevén az Avasi kilátó, ami a város egyik jelképe. A másik fontos, szintén jelképnek számító építmény az avasi gótikus református templom, a belváros legrégibb épülete. A domb északi részén, a belvárosi Erzsébet tér közelében áll. Mellette, a 16. században épült harangtorony, a minden negyedórában játszott harangjátékáról is ismert. Az Avas körzetéhez tartozik az egykori Mindszent község területén épített mindszenti templom is, a mellette még ma is álló mindszenti ispotály és az úgynevezett Csupros Mária-szobor. Az Avas temetői is régóta használatban vannak, az avasi református temető műemlék, de a zsidótemető és a két mindszenti temető is számos értéket mutat fel.
A domb neve régi magyar szó, aminek a finnugor jelentését is megtalálták. Az Avas a középkori Miskolcnak tölggyel és bükkel benőtt makkoltató területe volt, és ma a „makkot termő, makkoltatásra szolgáló erdő”, „tilalmas erdő” jelentés az elfogadott. Miskolc megművelt hegyének megnevezéséről a középkori forrásokban sokáig a Szent György-hegy nevet találták, maga az Avas megnevezés csak a kora újkori forrásokban jelent meg, de a források arra is utalnak, hogy e nevet is használták már a legrégebbi időktől. Benkő Sámuel: Miskolc történeti-orvosi helyrajza 1782 című könyvében Havas elnevezéssel hivatkozik rá. Az Avas történelmileg kialakult számos helyneve közül több még ma is használatban van, másokat az 1990-es évektől utcanevek idéznek fel.
Az Avasra már az őskori ember is betelepült, amiről számos – felfedezésük idején, a 19. században – szenzációszámba menő, a Herman Ottó Múzeumban őrzött kőkori lelet, szakócák és más kőeszközök tanúskodnak. Az ez irányú kutatásokat Herman Ottó indította el. A kora középkortól az Avas déli-délkeleti részén szőlőtermelés folyt, ahol kiváló minőségű borfajtákat állítottak elő. A bortermelés helyszíneként az Avas oldalában nagyszámú, homokkőbe vájt borospincét, illetve borházat alakítottak ki. A pinceház státusszimbólum volt Miskolcon; a szépen díszített házacskák a szűk, kanyargós utcákon ódon hangulatot árasztanak. A pincék és borházak nemcsak a víg poharazások, a jóízű beszélgetések színhelye volt, de helyet adott néhány fontos irodalmi asztaltársaság működésének is.
Az Avas déli-délkeleti lejtőin 1973 és 1985 között hatalmas, Eger mértékű lakótelep épült. A gyors ütemű építkezéssel a fojtogató lakáshiányt sikerült megoldani, de számos, később jelentkező társadalmi probléma forrása is lett. A terület erősen lecsökkent zöldterületét az avasi arborétum, illetve egyéb, többé kevésbé összefüggően megmaradt fás részek nem igazán tudták pótolni.

## A miskolci Avas
Az Avas 234 méter magas domb Miskolc közepén, amely relatíve 114 méterre emelkedik a város felé. Az Avas minden oldalról elhatárolódik környezetétől. Északon meredekebb, a többi irányból lankásabb lejtők határolják. A tetőről szép kilátás nyílik a Bükk-vidék csúcsrégiója, a Sajó-völgy, a Cserehát és Tokaj, valamint az Alföld irányába. Az Avas Miskolc központi helye, az északi lejtője és az Avas-tető már az első ábrázolásokon is a város látképének szimbóluma volt. A dombnak ezt az adottságát már korán kihasználták, a tető városból is jól látható pontján épült például a Szent György-kápolna, majd az 1900-as évek elejétől, egymást követően, három kilátó is. A mostani kilátó, a miskolci tévétorony, a város egyik jelképévé vált.
Az Avas legnagyobb nevezetességei már a régi idők óta a szőlők és a borospincék voltak. Elsősorban az északi-északkeleti oldalban vájtak a homokkőbe pincéket, sokuk előtt pedig borházakat építettek. A szőlő- és pincetulajdonosok egy része miskolci volt, pincét tulajdonolni az Avason státusszimbólumnak számított, de sok környékbeli is rendelkezett „kőlik”-kal itt. Így alakultak ki a pincék között kanyargó hangulatos utcák elnevezései is: Csáti sor (Mezőcsát), Csabai sor (Hejőcsaba), Győri sor (Diósgyőr), Arnóti sor (Arnót), Zsolcai sor (Alsó- és Felsőzsolca).
Az Avas Miskolcon központi, sőt viszonyítási szerepet is játszott, ezt az is alátámasztja, hogy Miskolc elhelyezkedését többen úgy határozták meg (például Benkő Sámuel), hogy a város két domb közötti völgyben terül el. Fényes Elek is arról írt 1851-ben, hogy „maga a város a Tetemvár és az Avashegy közt fekszik”, de Miskolcot manapság is gyakran emlegetik Avas aljaként (Avasaljaként), városnak az Avas alján.
Miskolc városa a 20. század elejétől igyekezett az Avast az idegenforgalom szolgálatába állítani, amitől komoly bevételre számítottak. A tervekben szereplő nyári programok az avasi pincékre, borozókra, vendéglőkre alapoztak volna, turistaszállót építettek a túrázók számára, de az Avas-koncepció keretében egyéb „látványberuházásokra” is születtek elképzelések. Ilyen volt például egy, a legfelső platón kialakítandó szabadtéri színpad, a templom alatti részen, az Erzsébet tér felé néző részt bástyaszerűen, a Halászbástyára hasonlító módon alakították volna ki (Gárdos Aladár szobrászművész előterveket is készített hozzá), és itt tervezték elhelyezni a miskolci hősök emlékművét is. Felmerült egy kilátó felépítésének a gondolata az 1907-ben lebontott helyett, s ez 1934-ben el is készült, amolyan Deszkatemplom stílusban, Szeghalmy Bálint tervei alapján. Született elképzelés az sikló építésére is, ami a várost és az Avas-tetőt kötötte volna össze. Ez utóbbi gondolat az 1960-as években is felmerült, mi több, ekkor már műszaki tervek is készültek. Az elképzelésekből – a kilátón kívül – nem lett semmi, a tervek csupán kultúrtörténeti érdekességek maradtak. Az Avas vigalmi negyedének rehabilitációja a 2000-es években is komolyan felmerült, ami része volt Miskolc 2010-es, az Európa kulturális fővárosa pályázatának is. Az avasi sikló építésére vonatkozó elképzelések a 2010-es évek elején ismét újjáéledtek, megvalósítási tanulmány is készült a tárgyban.
Az Avas beépült Miskolc történelmébe, gazdaságába. Mást jelent a helyieknek, mást az idelátogatóknak. Jelenti az őskori emberek szerszámkészítő műhelyét, jelenti a középkortól a szőlőtermesztés és a borkészítés hagyományait, a pincékhez kötődő társadalmi, irodalmi életet, majd a 20. század harmadik harmadától jelenti az avasi lakótelep betontömegét, a lakáshelyzet akkori enyhülését, megoldását, és jelenti bizony a máig ható problémákat is.

## Az Avas név jelentése

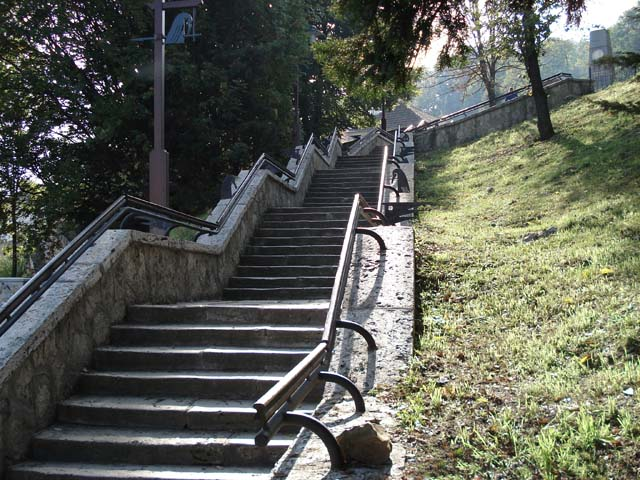
Az avasi templomhoz vezető lépcső az Erzsébet tér felől

Miskolc hegyét, pontosabban annak művelt részét a középkori forrásokban Szent György-hegynek nevezték, az Avas megnevezés csak a kora újkori forrásokban jelent meg, akkor viszont rögtön igen gazdag névanyagban. Ez arra utal, hogy az Avas név már a legrégebbi időktől ismert és használatos volt.
Magyar területeken több Avast tartalmazó földrajzi név található. A Földrajzi nevek etimológiai szótára két Avas hegyről és négy Avassal kezdődő településnévről számol be (de ezeken kívül még számos avas jelzővel ellátott helynév is létezik, szerte a magyarok lakta vidékeken). Az Avas földrajzi név már a 13. században feltűnt okiratokban, de először Miskolctól távoli helyeken (például Owas, Owos, Auas). A név eredetéről több, egymástól jelentősen különböző elképzelés és feltételezés látott napvilágot. Baróti Szabó Dávid az avas szót „ó, régi, háj, szalonna, vaj” jelentésben ismertette 1792-ben. Az 1862-es A magyar nyelv szótára is az „ó gyök származékaként” írt róla. Herman Ottó ezzel kapcsolatban a ló tavalyi avas szőréről tett említést. Ballagi Mór „tilos, amitől óvakodni kell” megjegyzésével új értelmezés bukkant fel.
Más források (például a Pallas nagylexikon) első helyen említi a „tilalmas erdő” jelentést, a Révai lexikon ugyanezt a második helyen hozza. Pais Dezső a kutatásai alapján az avas szót az ov, óv igéből eredeztette, olyan „s” képzős névszói származékként, mint ahogy például a tilt, tilalom til alapszavából a tilos keletkezett. Ezt a származást találta helyesnek Marjalaki Kiss Lajos is: „A nevét is innen kapta: Avas, azaz tilalmas erdő, melyet nem volt szabad sem irtani, sem legeltetni. Így lett a tilalmazott bokros erdőrészből avas-erdő, s idővel az egész hegy neve röviden Avas.” E megközelítést találta helyesnek Szabadfalvi József és Balassa Iván, de ezt szerepeltette első helyen a Magyar nyelv történeti etimológiai szótára is. A 13. századtól a legtöbb adat e jelentésre van, a „régi, elszáradt, múltévi” jelentés ettől később jelent meg. A feltételezést a finnugor ó, avik szóra is visszavezették, amit nagy fákból álló erdőre alkalmaztak. Az avas jelentés sok helyen vált földrajzi névvé a magyar nyelvterületeken, így Miskolcon is. A középkori Miskolcnak az Avas valószínűleg makkoltató, sertéshizlaló helye volt, ahol a bükk és a tölgy bőségesen ellátta a sertéseket makkterméssel, de feltehetően nem szabad terület volt. A vizsgálatok nyomán tehát a „makkot termő, makkoltatásra szolgáló erdő”, illetve az ezzel összefüggésben lévő „tilalmas erdő” jelentés a legelfogadottabb.

## Története

### Földtani kialakulása, szerkezete

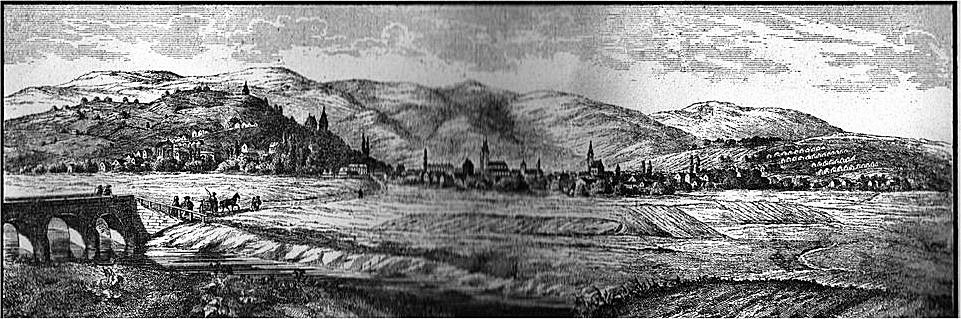
Az Avas ábrázolása 1853-ból

Az Avas (tágabb értelemben Miskolc) földtani felépítéséről többek közt a Miskolci Egyetem által összeállított, és 1979-ben kiadott Miskolc város építésföldrajzi atlasza című mű ad tudományos szintű áttekintést. Az Avas Magyarország földtani felépítésében a közép-magyarországi főegységben a bükki egységhez tartozik, geológiai környezete a klasszikus értelemben vett Bükk, az Upponyi és Szendrői-hegység. Ez a szerkezeti egység egy nyírási zóna az Alcapa és Tisia között, eredetét tekintve a Gondwana Afrika-lemezének része. Felépítésében, történetében és kőzeteiben a Dinaridák rokona. Több, különböző földtani és domborzati jellegzetességgel rendelkező egység fogja közre: északról a Sajó-medence síkja, nyugatról a Borsodi medence, dél felől a hegylábi dombvidék, dél-délkelet felől pedig a Bükk hegység feldarabolódott karsztja, illetve a Keleti dombság. A terület geológiai felépítésében három nagy szakasz különböztethető meg:
- a paleozoós-mezozoós tengeri üledékes kőzetek kialakulása,
- törmelékes üledékes és piroklasztikus (vulkáni eredetű) rétegösszletek létrejötte az oligocén és miocén korban,
- törmelékes üledékes kőzetekből kialakuló rétegösszletek (pliocén és kvarter).

A karbon elején az idősebb kőzetrétegek pikkelyeződve és takaróredőket, áttolódásokat képezve gyűrődtek fel. A késő kréta folyamán az ausztriai orogén fázis újabb pikkelyeződést hozott létre, ezzel bonyolult, rátolódásos rétegsorok jöttek létre. Ugyanezek a mozgások nagy kőzettömegeket metamorfizáltak. A fiatalabb mozgások tömbösödést okoztak, a régi rögök nagy méretű törések mentén elváltak egymástól és új helyzetben forrtak össze.
Az Avas területének mélyfeküjét a középső triász kor felső ladin korszakában, mintegy 230 millió évvel ezelőtt képződő, 1300–1500 méter vastag mészkősorozat alkotja, amelyre diszkordanciával a miocénban üledékes és vulkáni képződményei rakódtak, és ezek még a felszínen is előfordulnak. Ezek közül a legidősebbek az ottnangiban megjelenő alsó-riolittufa sorozatok, majd a középső miocén ottnangi-kárpáti emeletében képződő barnakőszén rétegek.
Az Avas fő tömegét az e réteg fölött elhelyezkedő, a bádeni-szarmata korú szinorogén vulkanizmusban keletkezett riolit és andezit piroklasztikumok, riolit- és andezittufás üledékek, valamint egyéb üledékes kőzetek alkotják. E fölött andezit piroklasztikukumok, illetve ilyen anyagú üledékes kőzetek vannak. Ez az andezites rétegösszlet sekély tengeri medencékben rakódott le, de édesvízi mészkőrétegek (travertino) is kapcsolódnak hozzá. A pannoniai rétegben limonit, glaukonit, karbonát, almandin stb. ásványok fordulnak elő. A negyedidőszakban keletkezett az Avas záró rétege, amelynek a vastagsága a 0,1–10 méter között van. Homokos kavicsot, kőzettörmelékes, agyagos, iszapos, kőzetlisztes képződményeket tartalmaz, a tetején pedig humuszos agyagot.

### Emberek az Avason

#### Kőkor

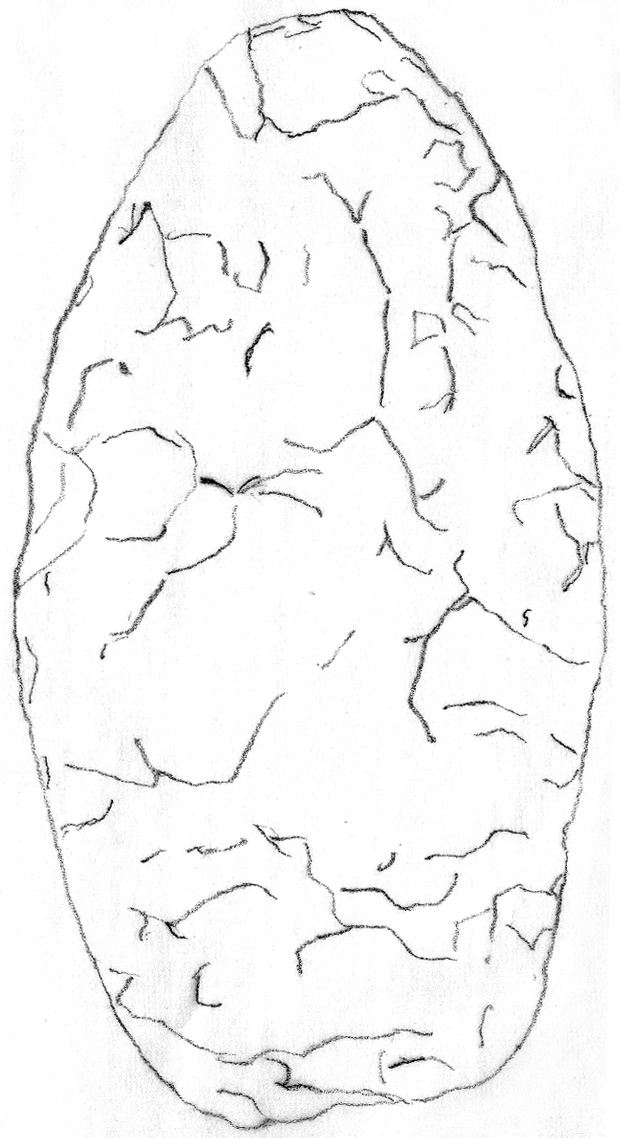
Rajzvázlat a nagyobbik Bársony-házi szakócáról

Az Avas Közép-Európa egyik legjelentősebb kőkori lelőhelye. A domb több helyén kovakő padok vannak, ahol a kőkori ember kiváló minőségű fegyver és szerszám alapanyagot talált.
Az első kőkori régészeti lelet 1891-ben látott napvilágot. Bársony János miskolci ügyvéd házának alapozásakor három pattintott kőeszköz került elő, amelyek közül egyet Széll Farkasnak adott, egyet megtartott magának, a legnagyobbat pedig később, 1892. december 26-án, Herman Ottónak adott át további vizsgálatokra. Herman azonnal felismerte a lelet jelentőségét, és így írt róla: „Csak egy pillantásba került, hogy a kezemben lévő, rendkívül jellemző darabban egy Magyarország őskőkorára nézve, mondhatni, korszakot alkotó történelem előtti régiségtípust ismerjek fel…”, és – a kor legfontosabb szakirodalmainak áttanulmányozása után – „paleolithnak” határozta meg, ugyanakkor célzott arra is, hogy a lelet nyomán a Szinva völgye talán a Somméhoz hasonló jelentőségű lesz (a Somme-völgy az őskőkorkutatást elindító fontos lelőhely volt).
A hazai tudóstársadalomban azonban ekkor az volt az elfogadott nézet, hogy magyar területen soha nem élt ősember, ezért a személyeskedésig menően támadták Herman Ottót véleménye miatt. Sok-sok év telt el heves vitákkal, ám a fejlemények lassan Herman nézeteit kezdték igazolni. Egy 1903-ban, Bécsben közzétett tudományos munkában, Moriz Hoernes művében, már komolyan méltatták a miskolci leleteket. Ezt követően – újabb adalékként – 1905-ben Herman kezébe került egy korábban, az avasi temetőben talált gyönyörű, levél alakú „nyílkő” (Herman Ottó nevezte így). 1906-ban Herman kezdeményezésére ásatások indultak a Bükk-vidék barlangjaiban, Kadić Ottokár vezetésével. A Kecske-lyuk és a Büdös-pest sikertelen megkutatása után a Szeleta-barlang következett, ahol sok csontlelet mellett babérlevél alakú kovakő lándzsahegyeket találtak. Herman Ottó nézetei diadalmaskodtak: igazolta az ősemberek jelenlétét a területen. A csatát 56 évesen kezdte, és 72 éves korára igazolódtak feltevései. Munkája nyomán új tudomány született itthon, a Szinva völgyében: az őskőkori régészet. A Szeleta környékén a későbbiekben még több használatban lévő barlangot találtak, mint a Puskaporos-barlang és a Balla-bérc barlangja. A Homo sapiens három típusa is lakott a környéken (cro-magnoni, grimaldi és aurignaci), a kainozoikumi eljegesedés utolsó szakaszának, a Würm-glaciálisnak egy stadiálisa kissé enyhítette az éghajlatot, így a mamutok és gyapjas orrszarvúak helyett a vadlovak és rénszarvasok szaporodtak el, ragadozóik pedig a barlangi oroszlán és a barlangi hiéna voltak.
1928-ban, az avasi kilátópark létesítése közben, gyakorlatilag a mai kilátó helyén, őskori kovabányák nyomaira leltek, s ezek voltak az első Magyarországon felfedezett ilyen helyek. A kőkori emberek az itt bányászott köveket nagy ütőkövekkel és szarvasagancs szerszámokkal munkálták meg, aminek nyomán hatalmas mennyiségű kőzettörmelék és félig-meddig megmunkált kőszerszám maradt hátra. Az 1940-es évektől az avasi szőlőkből származó leletek kerültek elő, amelyek a Herman Ottó Múzeumba kerültek. Később, 1958-ban, az akkori SZOT-székház építése előtti leletmentő munkálatok közben egy kőeszközkészítő műhelyt tártak fel, ahol az avasi Tűzkövesről (a mai Kálvária mögötti terület) és más avasi fejtőgödrökből származó alapanyagot dolgoztak fel. 1988-ban – útépítés közben – újabb kovabányát fedeztek fel az Avas-tetőn. Ezzel bebizonyosodott, hogy a kilátótól a Kálváriáig terjedő terület a Bükk-vidéken élt őskőkori népcsoportok kovalelőhelye volt. Az előkerült avasi anyagot Alain Tuffreau, majd Jean-Michel Geneste francia professzorok – igazolva a hazai meghatározásokat – az abevillieni típusok közé, azaz az alsó őskőkor leletei közé sorolta. A Tűzkövesen 2004-ben, Ringer Árpád vezetésével indult ásatások arra is fényt derítettek, hogy az itt kovát bányászó emberek egyedülállóan hőtechnikával kombinálták a bányászatot, illetve a gyártás folyamatát. A 70 000 éves leleteket 2005-ben nemzetköri konferencián értékelték, és a középső őskort – az eszközök előállítása tekintetében – „Avas előtti” és „Avas utáni” korszakra bontották.
Újkőkori maradványok is előkerültek a környéken. Először 1893-ban végeztek kutató ásatásokat a Tiszai pályaudvar mellett, az Avas lábához tartozó szinvai hordalékkúpon, majd 1900-ban részletesebb vizsgálatokat végeztek a fűtőháznál. Az itt talált cserép leletanyag az alföldi vonaldíszes kultúrához, a tiszadobi csoporthoz és a bükki kultúrához tartozott. A bükki edények szürkére vagy feketére égetett, finom falú darabok, hullám-, spirál- vagy párhuzamos vonalakkal díszítettek. Kiemelkedő emlék egy termékenységi jelképként funkcionáló női idol. A feltalált cserépemlékek újkőkori földművelő-állattenyésztő csoport jelenlétére utalnak.

#### A bronzkor után
A kőkor végétől a késői bronzkorig nem találtak régészeti leleteket a környéken, a miskolci táj – mint emberi település – háttérbe szorult ebben az időszakban. A késői bronzkorból aztán két földvár nyomait is feltárták a területen (Miskolctapolca, Bükkszentlászló), mindkét helyen számos lelettel, ahol például szépmívű bronz ékszereket is találtak. Mindkét földvár építését feltehetően ugyanaz a késő bronzkori, a kyjtice kultúrához tartozó népesség kezdte. A bronz réz alapanyaga valószínűleg a rudabányai lelőhelyről származott. A korban rákövetkező leletek szkíta és kelta eredetűek: egy vadászó gepárdot ábrázoló szobrocska (1931-ben találták meg) és a híres aranyszarvas (1927-ből), a Herman Ottó Múzeum kincse. A szkítákat váltó cotinus nevű kelták földműveléssel és állattenyésztéssel foglalkoztak. Ők honosították meg a területen a vaskohászatot, ők használtak először pénzérméket. Az ő idejükből származik a bükkszentlászlói földvárból (Nagysánc) 1846-ban előkerült, 367 darabos éremlelet, amely végül Bécsbe került.

#### A népvándorlás és a honfoglalás kora
A népvándorlás korának emlékei közül a hunok jelenlétére utaló régészeti leleteket lehet megemlíteni, amelyek a miskolci repülőtér térségéből kerültek elő (Attila szálláshelyei az Alföldön voltak). Ismertek még a kvádok emlékei is a miskolci Erzsébet tér és a Sötétkapu területéről. Az avarok ittlétét is igazolják régészeti feltárások és tárgyi bizonyítékok.
A leletek alapján a honfoglaló magyarság a területen először a sík részeket szállta meg, ezt követték a dombos, hegyes vidékek. Miskolc térségéből előkerült régészeti emlékek esetén feltűnő, hogy nincs köztük a más élőhelyeken megtalált nemesfémekben gazdag leletanyag, az itteni temetők egyszerű, főleg bronz anyagukkal tűnnek ki (hajkarikák, füles gombok, karperecek stb.). Ez arra utal, hogy a környéken elsősorban a „köznép” telepedett meg. A honfoglalás korában a város lakossága 600–700 fős lehetett.

#### A középkortól napjainkig
A középkortól kezdve a viszonyokat az avasi szőlőtermelés és az ennek nyomán kialakult pincerendszer határozta meg. A szőlők körben, az Avas lankáin települtek, a többi részt a pincék foglalták el. A pincékben ebben az időszakban (egészen a 19. századig) lakófunkció csak az alsó domboldalakon alakult ki. Ez a településszerkezet egészen a 20. századi tömegszerű építkezésekig változatlan volt, az Avas alsó lankáin családi házas foltok, villaépületek voltak. Miután a filoxérajárvány a 19. század végén elpusztította a szőlőket, a pincéknek, illetve a hozzáépített borházaknak új funkciójuk alakult ki. A lakófunkció a 18–19. századtól kezdett kialakulni, amit jórészt az ipari fejlődés, a város lakosságának gyors növekedése váltott ki. Elsősorban Diósgyőr-Vasgyár közelében, illetve környezetében alakultak ki barlanglakások. Mára ezek megszűntek, de még 1972-ben is találtak kettőt. Az avasi pincesoron ma is vannak lakóépületek, de ezek már nem barlanglakások, hanem a borházakból alakultak ki. Az 1900-as évek elején az üdülő funkció is megjelent az Avason, de borkereskedelmi épületek, borozók és vendéglők sora is létrejött.
Az Avas déli-délkeleti lejtőire 1973 és 1985 között hatalmas lakótelepet építettek, ami döntően megváltoztatta a domb e részének jellegét. Számos tanulmány szerint ezek tervezésekor, építésekor jobban figyelembe lehetett volna venni a hagyományos törekvéseket. A körülményekre, a kialakult helyzetre jellemző, hogy egy 1993-as tanulmány szerzője a következő kérdéseket vetette fel: „Ki a felelős az avasi lakótelep elrontásáért?”, „Mit lehet tenni, helyrehozni az Avason?”

## Az Avas helynevei

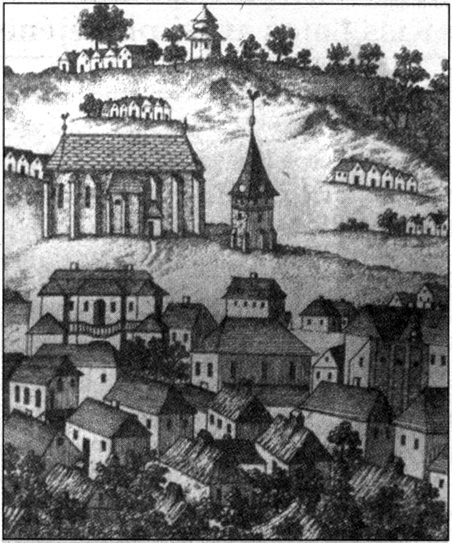
Az Avas ábrázolása 1800-ból (a tetőn álló rotunda feltehetően a Szent György-kápolna)

A miskolci Avast felületesen ismerő számára az egyetlen egység, esetleg a régi Avast (északi, északkeleti oldal) és az Avasi lakótelepet (a tető és dél, délkeleti irány) különböztetik meg. A településtudomány ma azonban négy részt ismertet:
- az északi lejtő, a műemlékegyüttesekkel, temetőkkel, kilátóval és pihenőteraszokkal;
- a Mindszent tér és a Görgey utca nyugati oldala a Mindszenti templommal, a Kálvária-dombbal és a múzeummal;
- az avasi lakótelep;
- Ruzsinszőlő, az Avas déli lejtőjén.

A történelem során a domb lejtőin számos, névvel jelölt területrész alakult ki, amelyek egy része máig él, másokat utcanevek őriznek.

### Szentgyörgy
A Szentgyörgy helynév ma már nem használatos, az egykori területre 1992-től utcanév emlékeztet az Avason. Egykor kiváló szőlőt termő terület volt, ahol számos borospincét is kialakítottak. Első említése egy 1376-os oklevélből származik, amelyben „Szent György vértanú hegyén fekvő szőlő”-ről volt szó. A területről a továbbiakban is folyamatosan találtak adatokat (eleinte latinul, 1461-ben először magyarul: Zentgergh hegy, 1562-ben zent Gyorg, majd más alakokban). A források szerint Szentgyörgy a szőlőtermesztés és bortermelés egyik központja volt. A nevet a területen emelt Szent György-kápolnáról kapta, aminek létéről írásos források tanúskodnak. Pontos helye máig nem ismert, már az 1864-ben kiadott Pesty Frigyes-féle Borsod vármegye leírásában sem tudtak róla, pedig a leírás Közép, Alsó és Felső Szentgyörgyöt is felsorolt. Feltételezhető azonban, hogy a kápolna azonos azzal a rotundával, amely egy 1800-as, Miskolcról készült metszeten látható.

### Középszer
A Középszer elnevezés ma már szintén csak utcanév formájában ismert, a lakótelep keleti oldalán. Először egy 1549-es dézsmajegyzék említi (Kezep zeer). A Szentgyörgy és a Középszer szomszédos területek voltak, itt is szőlőtermő birtokok voltak.

### Ruzsinszőlő

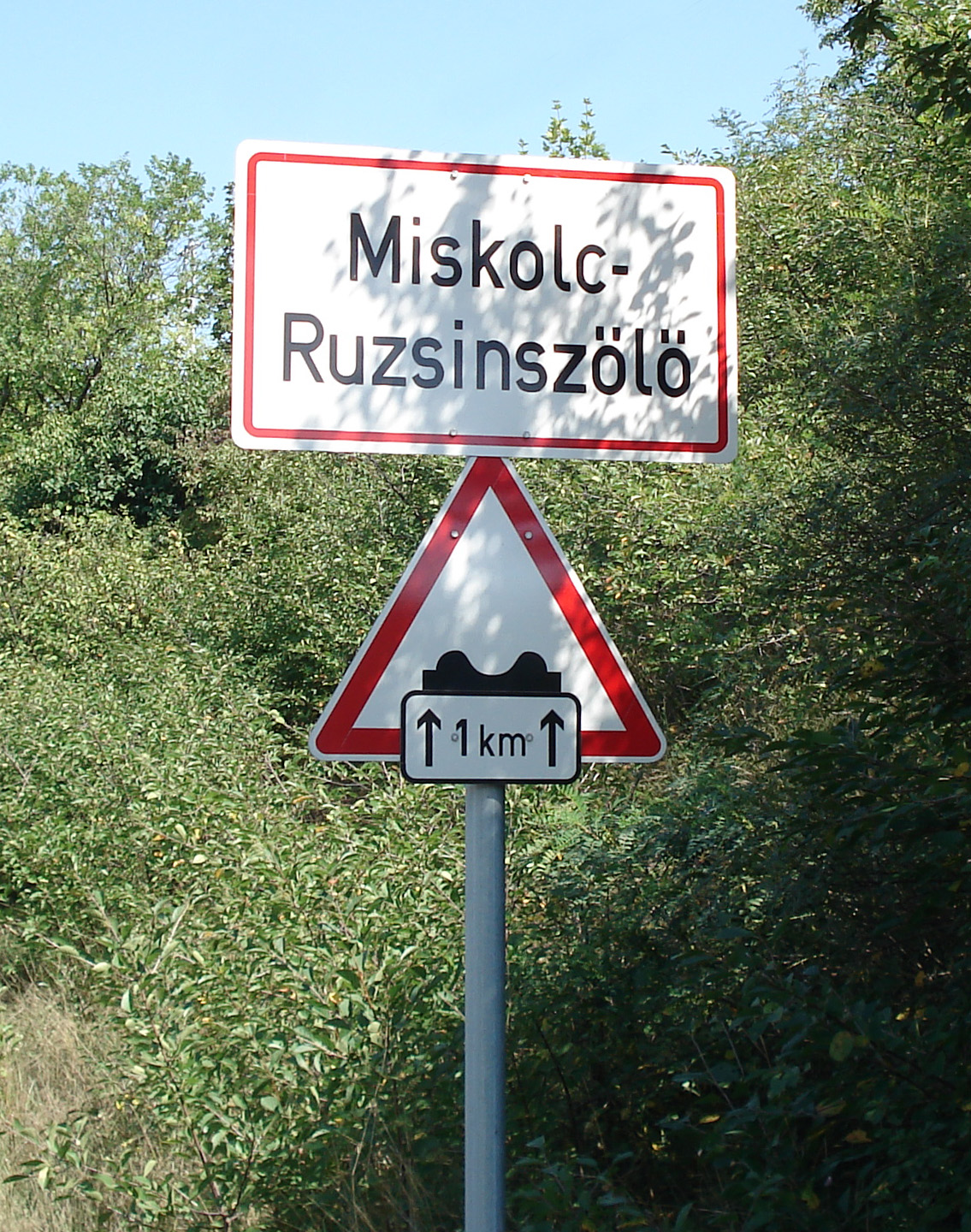
Ruzsinszőlő névtáblája

Ez a földrajzi név ma is használatos. Ruzsinszőlő az Avas délnyugati oldalán fekszik, az Egyetemváros szomszédságában. Először 1589-ben említi egy dézsmajegyzék Rwsinth néven. A Szentgyörgy, a Középszer és a Ruzsin egymással szomszédos, sőt némileg összefüggő területek voltak, maga Ruzsin a csabai birtokokkal volt határos.

### Mendikás
Mendikás az Avas-tetőről délnyugatra lejtő szőlőterület, amely a Szentgyörgy hegyből vált le a 17. században. Először 1700 után említették okiratok. Nevét egy 1655-ben adományozott szőlővel kapcsolatban kapta, amikor Vas Gergelyné asszony a deákságnak „legálta” szőlőjét. A mendikás név a szőlő egykori tulajdonosaira, a helvét hitvallású iskolába járó, a nagyobb diákok mellett inaskodó-kéregető diákok nevére utal. A terület nevét a tv-toronytól induló utca őrzi.

### Mindszent
Mindszent az Avas keleti oldalán elterülő község volt (a 18. századtól), de története még nem teljesen feldolgozott. Tény, hogy először Miskolc határán kívül létrehoztak egy ispotályt („hospitali ecclesiae Omnium Sanctorum in fine oppidi fundate”), amelyet Mátyás király 1483-as oklevele is megemlít. Maga a Mindszent név 1540-ben bukkant fel először magyarul, a királyi adólajstromokban. Az ispotály köré zsellérházak települtek, és egy idő után, 1724-ben a kis település önállóságot kapott. Mindszent a szegények kórháza révén Miskolc fontos intézményévé vált, és 1761-ben a régi helyett új ispotályt építettek. Mindszentet 1879-ben (vagy 1880-ban) csatolták (vissza) Miskolchoz. Ma a Mindszenti templom, a Mindszenti temető és a Mindszent tér emlékeztet rá.

### Papszer
A Papszer ma az Avas északi lejtője alján futó utca, itt áll a Herman Ottó Múzeum régi épülete, amely azelőtt Miskolc első iskolája volt. Már az első említésekor platea Papszer (Papszer utca) néven szerepelt; a szer régen sort, rendet, ebben az értelemben házsort, házakkal beépített területet, végső soron utcát jelölt. Miskolc urbáriumában a Tóth utca és a Pece-patak zsellérsorával együtt 53 zsellérházat jegyeztek fel. A papszeri lakók zsellérek, esetleg kézművesek voltak, akiknek adót vagy tizedet nem kellett fizetniük, ám ingyenmunkával szolgáltak. Az itteniek feltehetően az avasi templom ellátásában játszottak szerepet, így a terület voltaképpen az egyháznak szolgáló városnegyed volt. Erre utal az urbárium megjegyzése is: „az egyház és a plébános szükségletére szolgálnak”.

### Meggyesalja
A Meggyesalja ma is élő földrajzi név, az Avas északi aljában nyugat-kelet irányban futó utca viseli a nevét. A név nyilvánvalóan azt jelenti, hogy az Avasnak ezen a részén gyümölcsös terült el, s erre írásos források is utalnak. 1544-ben az adóösszeírásban az szerepelt, hogy „Meggyes alja 22 forintot fizetett”. 1614-ben egy oklevélben Meggyes al néven említették. A terület a Szinváig a 17. században épült be, a Meggyesalján jobbágyok, a Meggyesalja utcán pedig zsellérek telkei voltak.

## Szőlőtermelés az Avason

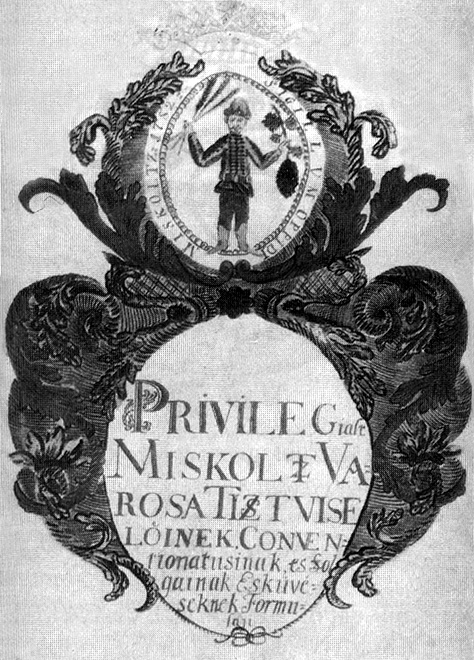
Miskolc címere a város 1782-es Eskükönyvén, rajta a szőlőfürtöt tartó hajdúval

### Szőlőtermesztés és bortermelés
Az Avas promontóriumain (szőlőhegyein) már a kora középkorban megkezdődött a szőlőtermesztés. A helyi szőlőket először 1313-ban említette oklevél. Szentgyörgyhegy – amely az avasi szőlőtermesztés és bortermelés központja volt – szőlőiről már egy 1376-os oklevélben szó volt. Az évszázadok során az Avas északi lejtői kivételével szinte mindenütt szőlőket telepítettek, az északi és részben a keleti oldalakon pedig borospincéket létesítettek. A szőlő és a bor olyan fontossá vált a város gazdaságában, hogy már az 1694. évi címerrajzon megjelent a szőlőfürtöt tartó hajdú alak, majd a későbbi címereken, pecsétnyomókon és más ábrázolásokon is gyakorlatilag folyamatosan jelen vannak a szőlőfürtök. Az itt termelt szőlő, illetve bor minősége a legjobbakkal vetekedett, erre utal például Bél Mátyás a Miskolci borról, 1723-ban írt munkájában: „Soha nem tartják annyira azokat [a borokat], melyek a Kánás és Ágazat lejtőin és a többin teremnek, mint amelyeket a szentgyörgyi és diósgyőri hegyoldalról szüretelünk.” Benkő Sámuel 1782-ben a miskolci borfajták közül a Szent György elnevezésűt az elsőrendűek közé sorolta.
Az Avas szőlőhegyein – korabeli dokumentumok szerint – a következő szőlőfajokkal foglalkoztak: „…bátai, formint, hárslevelű, demjén, fehér góhér. Ezenkívül termeltetik a dinka, kadarka, kevés polyhos, a fekete fajok közül a fekete góhér, bikaszemű fekete, purcsin és Izabella. …Borfajaink a közönséges asztali boron kívül a szomorodni máslás, egy két és háromputtonyos aszú, közönséges vagy rác ürmös, főtt ürmös, essentia és végül a lőre…”
A török megszállásig töretlenül fejlődő szőlőművelés a hódoltság idején visszaesett ugyan, de az 1702-es Miskolci Kötelkönyv már új telepítésről („palánt ültetés”) is beszámolt. Az 1702-ben megszámlált 16 miskolci promontóriummal szemben 1744-ben már 25-öt tartottak nyilván, 1817-ben pedig 1100 gazda 45 szőlőhegyen folytatott szőlőtermelést. Az 1880-as évektől fellépő filoxéra miatt azonban a szőlők tönkrementek, elparlagosodtak, a szőlőkultúra megszűnt az Avason, de Miskolc más részein is.

### Pincék és borházak

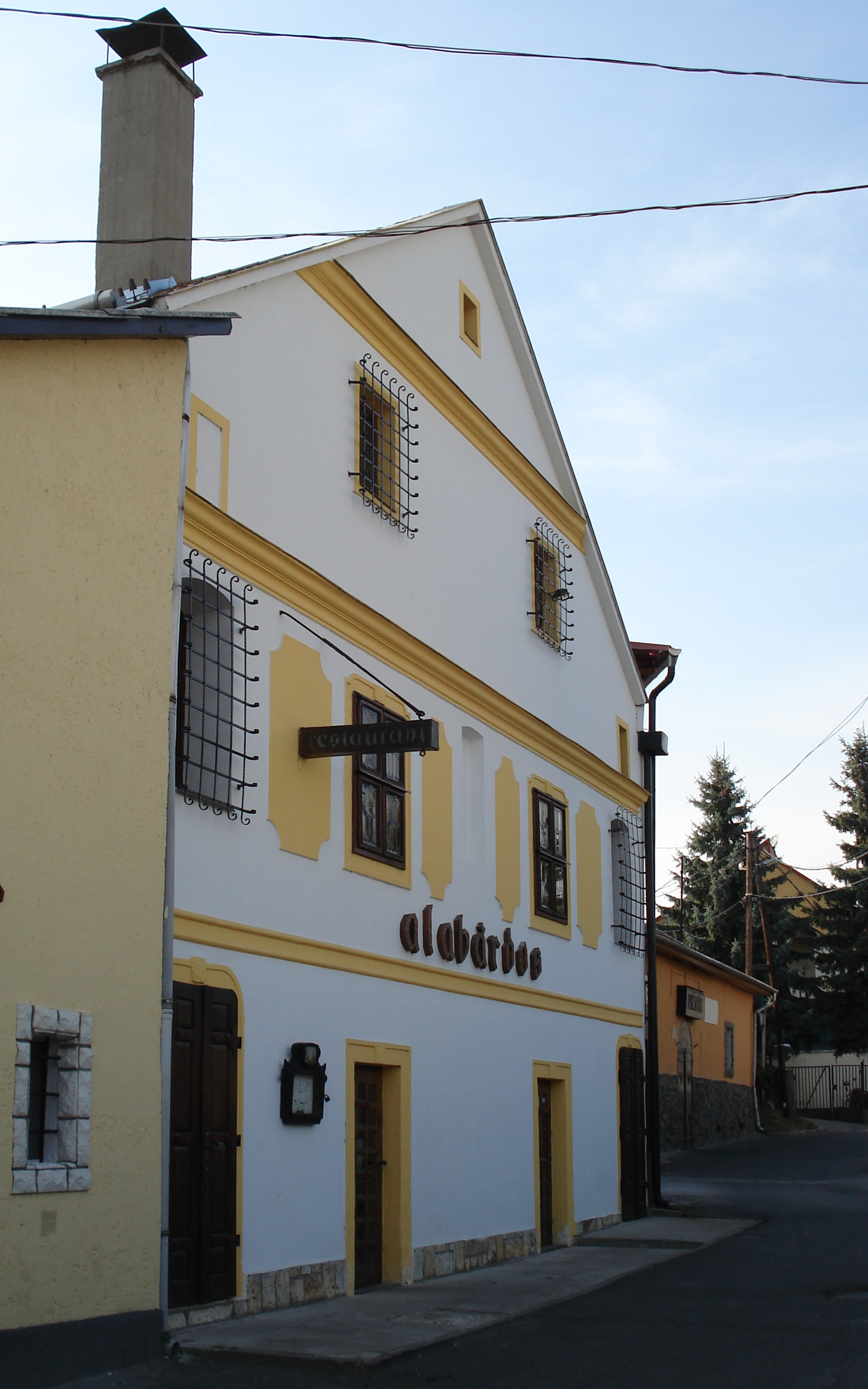
Egykori pincéből és lakóházból kialakított étterem a Kis-Avason

Az Avas legrégebbi pincéi (celláriumai, kőlyukai) középkori eredetűek. Az első adatok az avasi pincékről 1516-ból, majd 1562-ből származnak. Az 1702-es Kötel Könyv az Avason 198 pincéről ad számot, de ez a szám feltehetően meglehetősen alábecsült, mert 1740-ben a Miskólcz Várossa Territoriumán ásattatott Piczék Conscriptiója 636 pincéről számolt be az Avason. Ekkor a miskolci pincehálózat közel 70%-a koncentrálódott az Avasra. 1780-ban 1424, 1817-ben már 1779 borospince volt a városban. Szendrei János szerint „a pincék száma hajdan megközelítette a házak számát”.
A pincék, kivált az eléjük épített borházakkal, mindig is nagy jelentőséget játszottak Miskolc életében; nem csak gazdasági, de pihenő, szórakozó, majd lakófunkciójuk révén is. A pincékben dolgozták fel a szőlőt, tárolták és kezelték a bort, ugyanakkor a miskolci polgárok szemében a jómód jele is volt a borospince birtoklása, ahol az emberek poharazgatás közben beszélték meg a városban történteket. A pincék zömének bejárata észak felé néz, ez biztosítja a bor számára kívánatos 6–12 °C-os hőmérsékletet. Az Avas oldalába vájt pincék kialakítása az egyszerű, egyágú pincéktől, a két- és többágú, párhuzamos, esetleg sugarasra emlékeztető szerkezetig változatos képet mutat.
Az avasi pincék és borházak létrejöttét négy építési időszakra osztják:
- az első pinceluk ásásától a 18. század közepéig terjedő időszakra az egyszerű szerkezetű, nyitott borház építmények jellemzőek;
- a második korszak 1780 és 1880 közé tehető, ekkor alakultak ki a barokk és klasszicista stílusú borházak;
- a harmadik szakaszban, 1880–1950 között alakult ki az a „romantikus” városkép, amely a barokk és klasszicista pincesorok továbbfejlesztésével jött létre, elsősorban a Nagy-Avason, kisebb mértékben a Kis-Avason;
- a negyedik időszak napjainkig tart, és a kezdeti igénytelen építkezéseket követően a környezetbe illő házak felépítéséig fejlődött.

### Irodalom

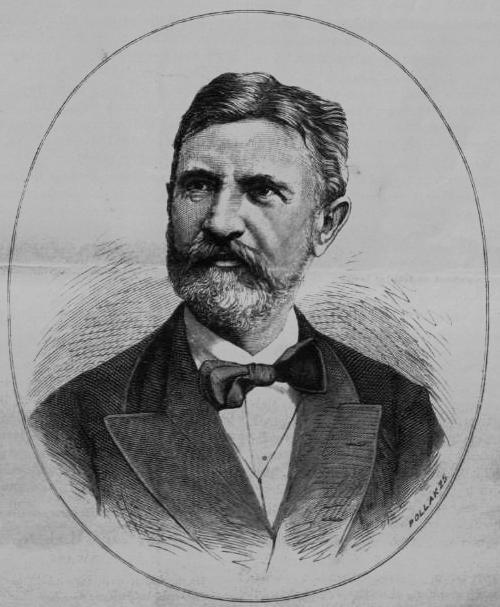
Lévay József

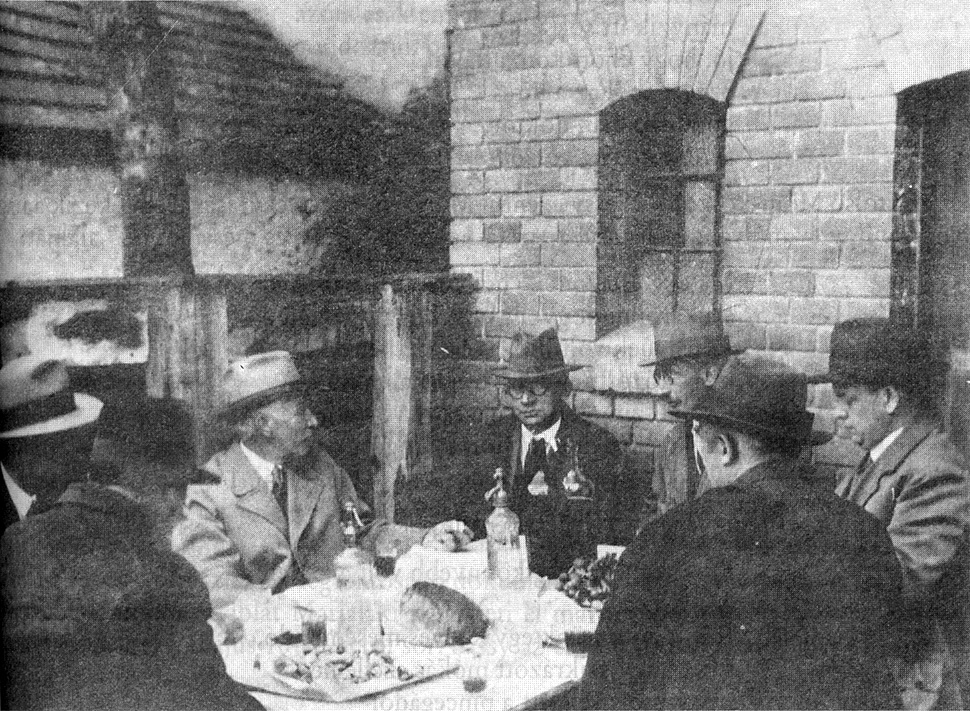
Móra Ferenc a Marjalaki-pincében, 1933-ban

## Az Avas és a művészetek

### Képzőművészet
Ami a képzőművészetet illeti, a város első festőitől nem maradt fenn Avast ábrázoló munka. Az első Miskolcot ábrázoló olajfestmény Telepi Györgynek az 1878-as nagy miskolci árvíz kapcsán készült képe volt. Ezen a távolban, az árból kiemelkedő szigetként jelenik meg az Avas. Az első ténylegesen Avast ábrázoló alkotások az 1900-as évek elején készülő Miskolc-monográfiához készültek, illusztrációs célból. Ezek között megemlítendő az F.S. monogrammal (valószínűleg Filippinyi Sándor) tollrajza az avasi harangtoronyról. Gimes Lajos azonos kompozícióban készített színezett grafikát. Augusztini (Mariska?) hangulatos téli ceruzarajzán (1908) a lombtalan fák mögött megbúvó egykori Rákóczi-kilátót örökítette meg. Kifejezetten az Avas festője volt Kis Lajos, aki főleg akvarellekben ábrázolta a domb, a pincék, az épületek hangulatos részleteit. Meilinger Dezsőt, Nyitrai Dánielt, Bartus Ödönt is számos alkotás elkészítésére ihlette az Avas. A domb azonban nemcsak téma, hanem kilátóhely is volt a Miskolcról készült alkotások számára. A 20. század második felétől Avas-témájú képekkel jelentkeztek Korkos Jenő, Mazsaroff Miklós, Wieszt József, Seres János, Kunt Ernő és mások.

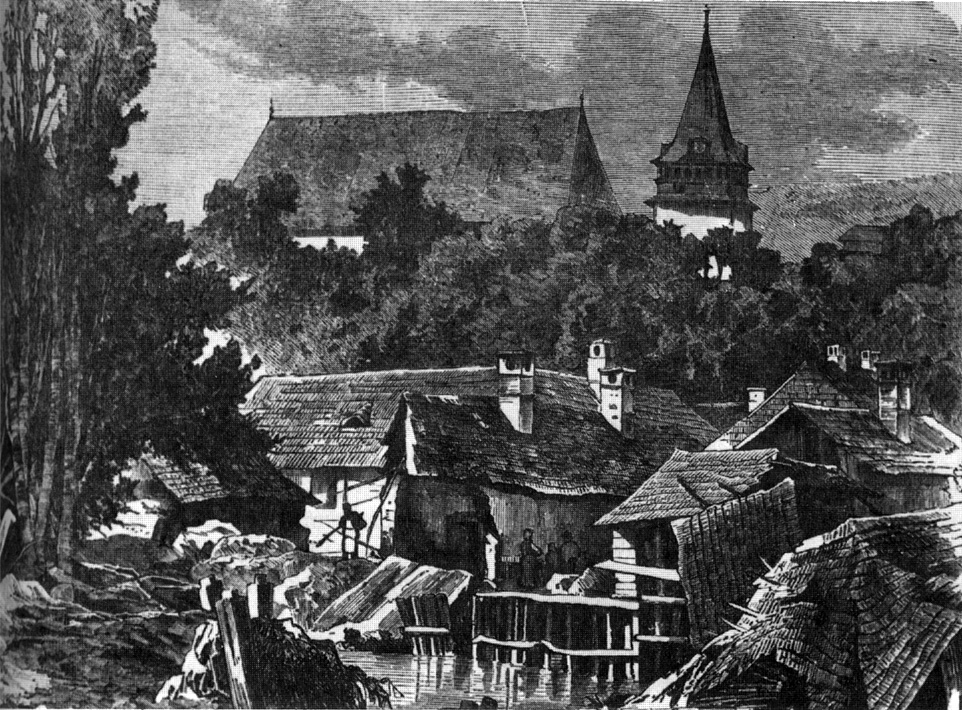
Az Avas látképe az 1878-as árvíz után, Szinay István (litográfiába áttett) fotóján

A fotográfia csak az 1870-es évek után kezdte felfedezni az Avast. Norkó János városképét rézbe metszve sokszorosították. Szinay István miskolci fényképész mester az 1878-as miskolci árvíz következményeiről készített felvételeket, melyek közül tízet a Miskolc gyásza című albumban tett közzé. Váncza Emma, Wándza Mihály unokája, aprólékos munkával, precízen összeillesztett panorámafotóiról volt ismert. Tájfotói – fotóművészeti kvalitásukon túl – forrásértékűnek, kordokumentumnak is számítanak. Ugyancsak dokumentumként kell kezelni azokat az anziksz jellegű felvételeket, amelyeket képeslapokon terjesztettek. A fényképészet terén nem elhanyagolhatóak az amatőr fotók, melyek közül sok a fontos dokumentum is. Ilyenek például az avasi pincékben folyó hangulatos borozgatásokról, baráti találkozókról készült felvételek némelyike, például az, amelyik a Marjalaki-pincében, 1933-ban készült derűs felvétel a baráti társaságról, Móra Ferenccel a középpontban. Fontos területe a fényképezésnek a dokumentáló jelleg, ilyen felvételek korábban az Avas műemléki részeiről készültek, az utóbbi évtizedekben már az egész Avas lakótelep téma lett. Mindamellett nem szabad megfeledkezni a képzett fotósok, fotóművészek által készített, az Avas hangulatát esztétikai követelmények szerint ábrázoló fotóiról sem.

## Műemlékek
E fejezet az Avashoz kapcsolódó műemlékekről szól, ám ebben az esetben nem ragaszkodunk a Műemléki Felügyelőség besorolásához, a terület legjelentősebb olyan emlékeit is ismertetjük, amelyek valamilyen módon Miskolc életében fontos szerepet töltenek be.

### Templomok

#### Avasi templom
Az avasi templomot a 13. században kezdték építeni román stílusban. Először egy 1335. évi pápai tizedjegyzékben volt róla szó, majd egy 1411-es oklevélben említették. 1544-ben a budai pasa török csapatai felgyújtották a templomot, beomlott a tető, az épület gyakorlatilag elromosodott. Az 1544-ben megalakult helyi református egyházközség kezdte meg a helyreállítását, az újjáépítés 1569–1659 között történt meg; a templom lapos mennyezetet kapott, a tetőt fazsindely fedte. A különálló harangtorony 1557-ben épült, harangjátéka 1941 óta szól.

#### Mindszenti templom
A mindszenti templom 1728 és 1743 között épült, Szent Péter és Szent Pál tiszteletére. A templom helyén egy középkorban épült kápolna állt, amiről 1507-ből származó írásos adat tanúskodik. A kápolnából az idők folyamán templom lett, ez azonban a 17. század közepére elromosodott, ezért Althan Mihály Frigyes apát lebontatta. Az új templom építését 1728-ban kezdték el. felszentelése 1744-ben volt. 1857-ben Ferenc József meglátogatta a templomot, és az egyik torony felépítéséhez anyagiakat ajánlott, a másikat az egri érsek felajánlásából és a hívők adományaiból építették fel. Az első torony 1864-re készült el. A tornyokon álló két keresztet 1997–1998-ban restaurálták és újraaranyozták.

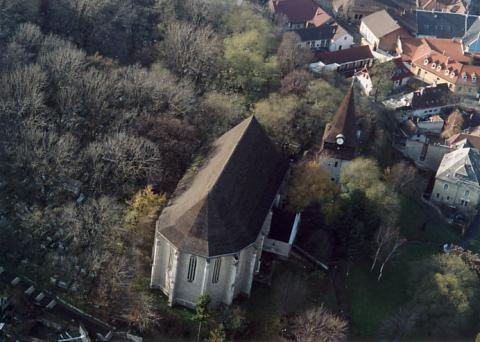
Az avasi templom légi felvétele
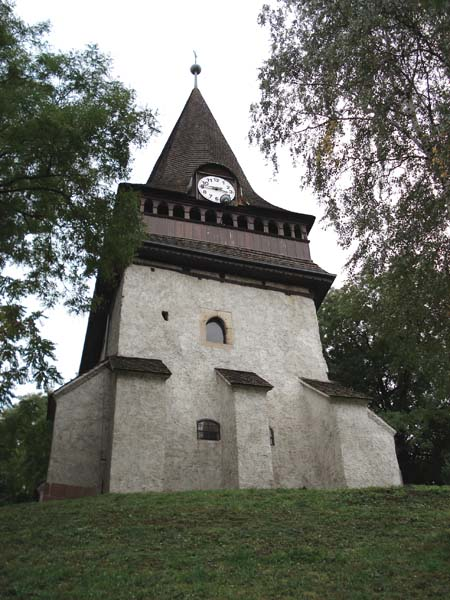
Az avasi templom harangtornya
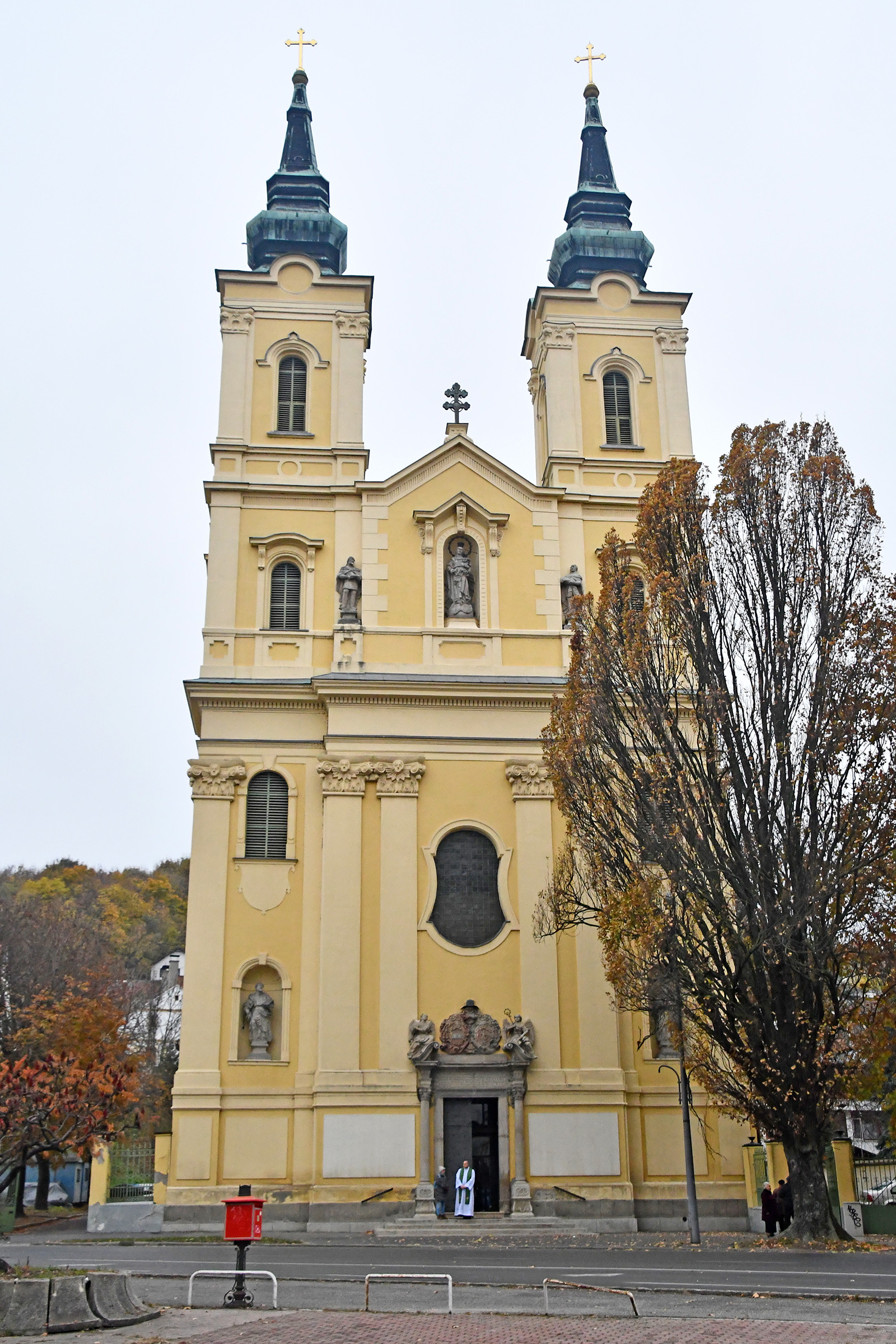
A Mindszenti templom

### Temetők
Miskolcon 34 temető van, ebből 14 önkormányzati kezelésben, a többi felekezeti temető. Az Avason, illetve hozzá kapcsolhatóan öt temető található. Az avasi református temető, amely az Avasi templom mellett létesült a középkor folyamán, műemléki védettséget élvez. Az avasi zsidótemető nem műemlék státuszú ugyan, de számos szép, régi sírkő található a területén. Ugyancsak fontos emlékeket tartalmaz a – történetileg az Avashoz, Mindszenthez kötődő, de magától a dombtól mára némileg elkülönült – Mindszenti temető, ahol sok neves személyiség sírját lehet megtalálni. Az Avas területéhez kapcsolható még a Törkölyösi és a Szent Imre temető is.

#### Avasi református temető

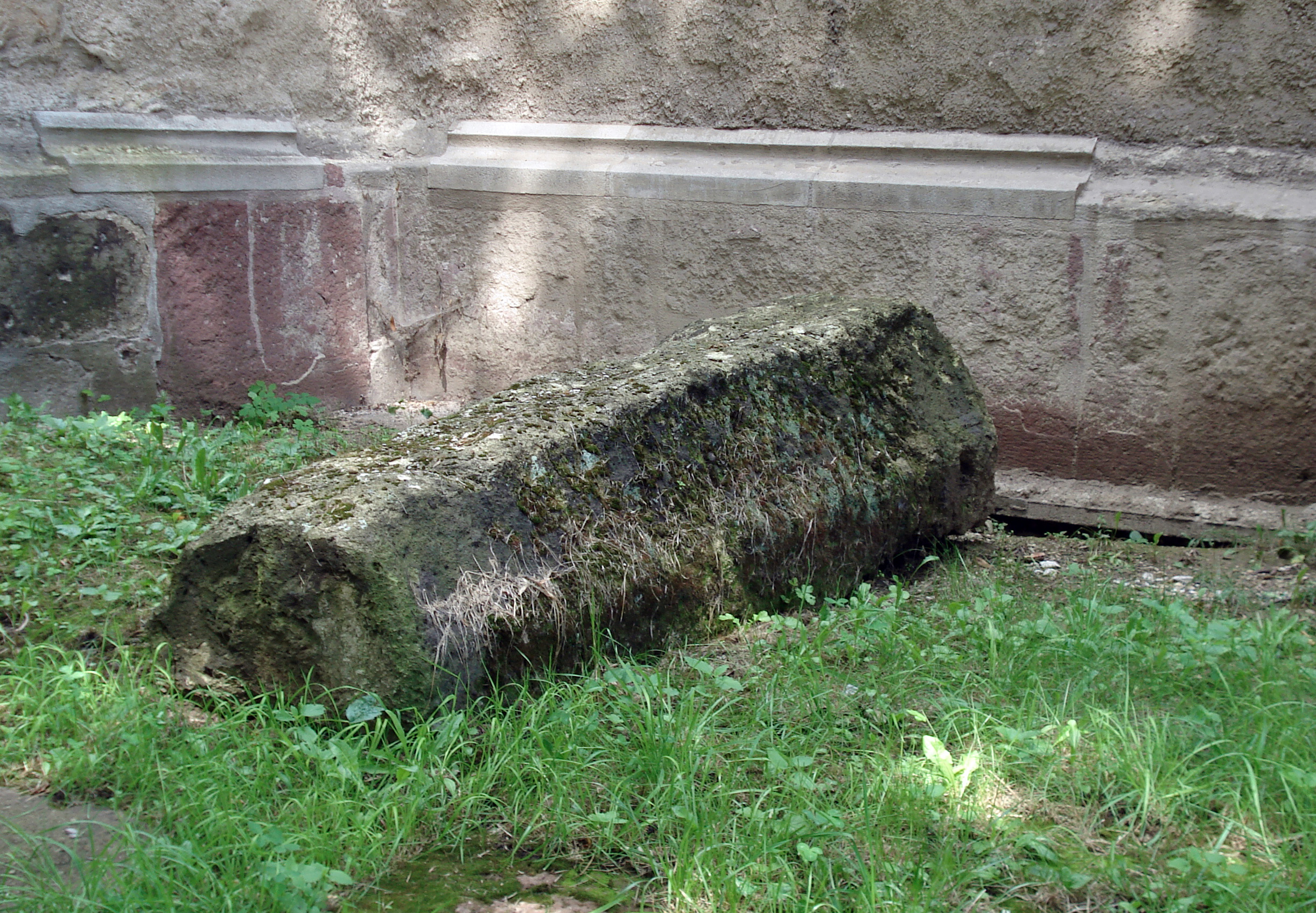
Szarkofág alakú sírkő a templom mellett

Az avasi református temető Miskolc legrégebbi sírkertje az avasi református templom szomszédságában, attól délre és nyugatra terül el, erdős-ligetes területen. Néhány egyedi, de fontos sír a templom északi és keleti oldalán is van. Feltehetően már a középkortól használatban volt, noha írásos források ebből az időből nem ismertek. Dátumos sírkövek csak a 17. század második feléből maradtak fenn. Az első sírjelek még szarkofág alakú fedőkövek voltak, később jelentek meg az álló sírkövek. A legrégebbi síremlékekből többet – mintegy szabadtéri kiállításként – a temetői utak mellé állítottak. A temető műemléki jellegét először 1930-ban vetették fel egy, a Reggeli Hírlapban megjelent újságcikkben: „Ez a temető, úgy, ahogy van, maga egy kortörténelmi múzeum.”
A temető legnevezetesebb halottai, síremlékei:
- Palóczy László (1783–1861) síremléke a temetőn kívül, a keleti oldalon áll. Palóczy a fővárosban halt meg, koporsóját – végrendeletének megfelelően – egy húszfős delegáció kísérte Miskolcra. A hatalmas gránit síremléket Wasserburger Antal bécsi kőfaragó, domborművét Vay Miklós készítette, és 1869-ben állították fel.
- Szemere Bertalan (1812–1869) és Szemere Attila (1859–1905) síremléke a templom északkeleti, város felőli oldalán áll. Szemere Budán hunyt el, ott is temették el, de végrendelete értelmében („Ott van a diósgyőri völgyben egy domb, ott vágytam pihenni az élet után.”) két év múlva Miskolcra vitték hamvait, és Palóczy síremléke közelében helyezték végső nyugalomra. Attila fiát, aki szintén Budapesten halt meg, kihantolása után, 1925-ben temették apja mellé.
- Horváth Lajos (1824–1911) hasonlóan nagy tiszteletben álló politikus volt, aki Szemere belügyminisztériumában dolgozott, országgyűlési képviselő volt. Miskolc közvéleménye előtt egyértelmű volt, hogy sírjának Palóczy és Szemere mellett kell lennie.
- Latabár Endre (1811–1873) (és családtagjainak) sírboltja a temető nyugati végén, a Pázmány soron található. Vele egybeépülve áll a Schabinszky család kriptája. Latabár Endre, a miskolci színi élet kiemelkedő egyénisége, nyugalomba vonulása után csak pár hétig élt, kolerajárvány vitte el.

A temető korábbi egyszerű drótkerítését 2010-ben részben kő-, részben fakerítésre cserélték ki, amit – a dekoratívabb megjelenés mellett – a korábbi években tapasztalt áldatlan állapotok is indokoltak. A beruházáshoz uniós támogatást is felhasználtak, tervezője Rudolf Mihály volt.

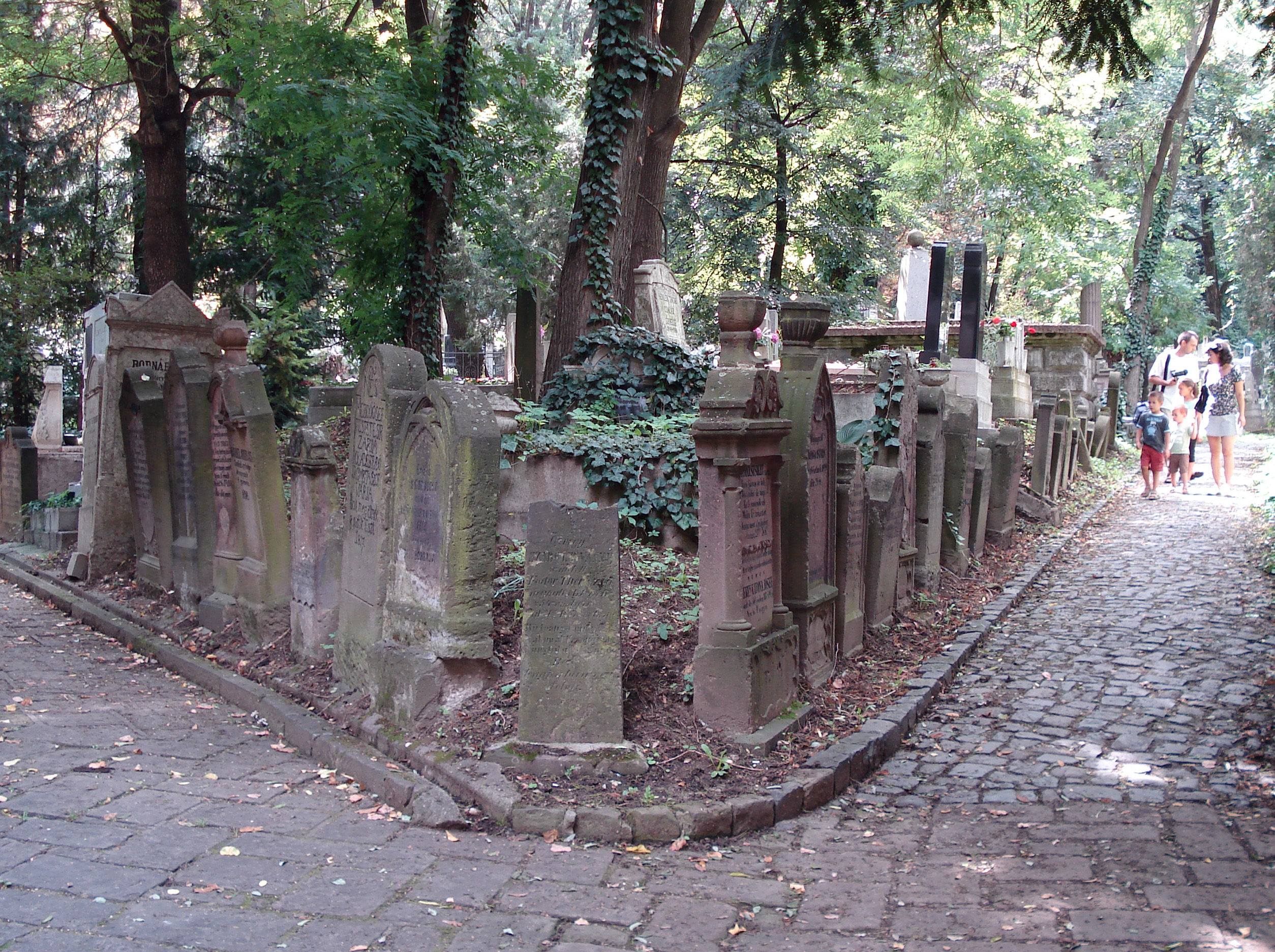
Az avasi református temető ódon sírkövei
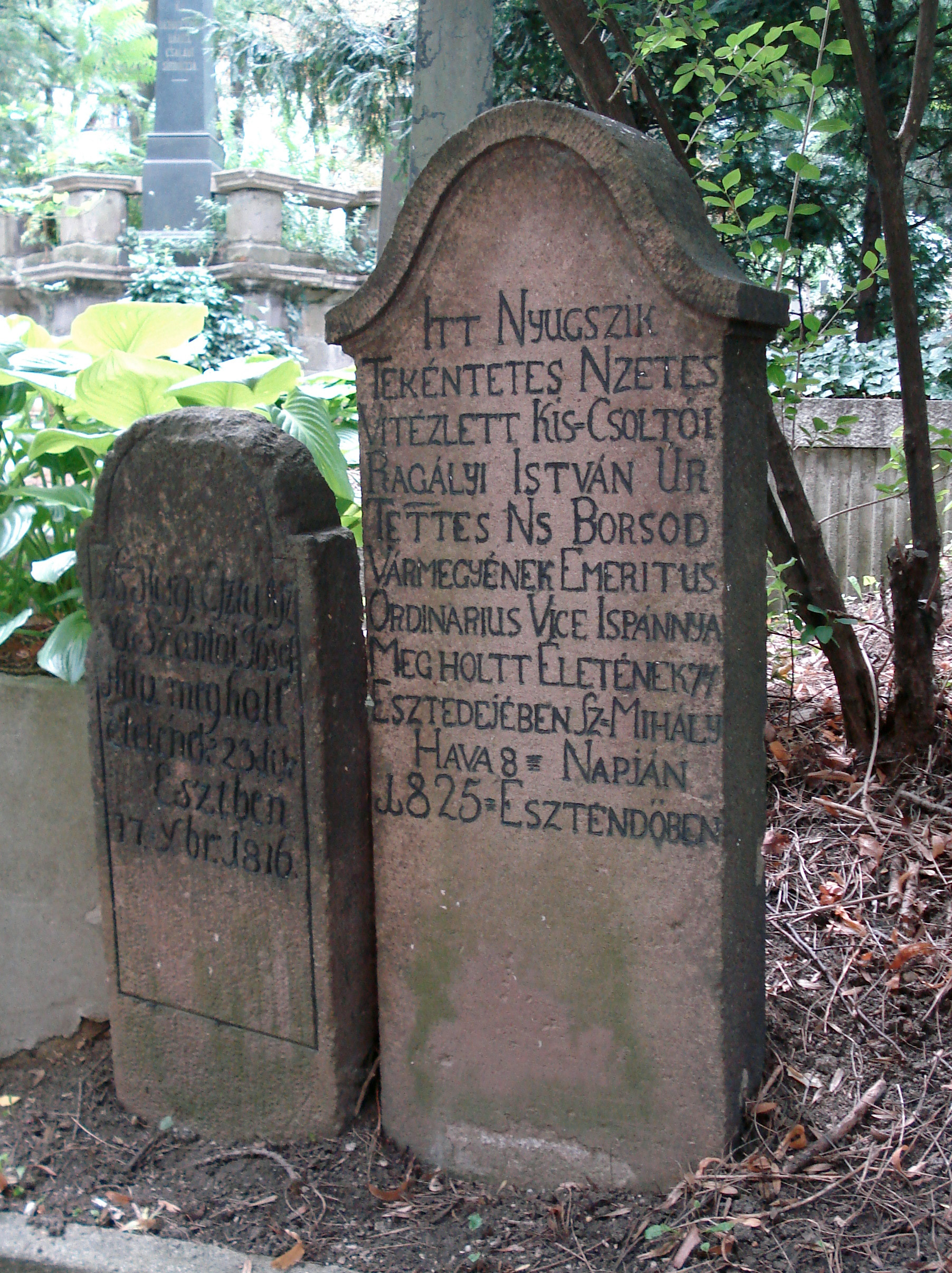
Régi sírjelek
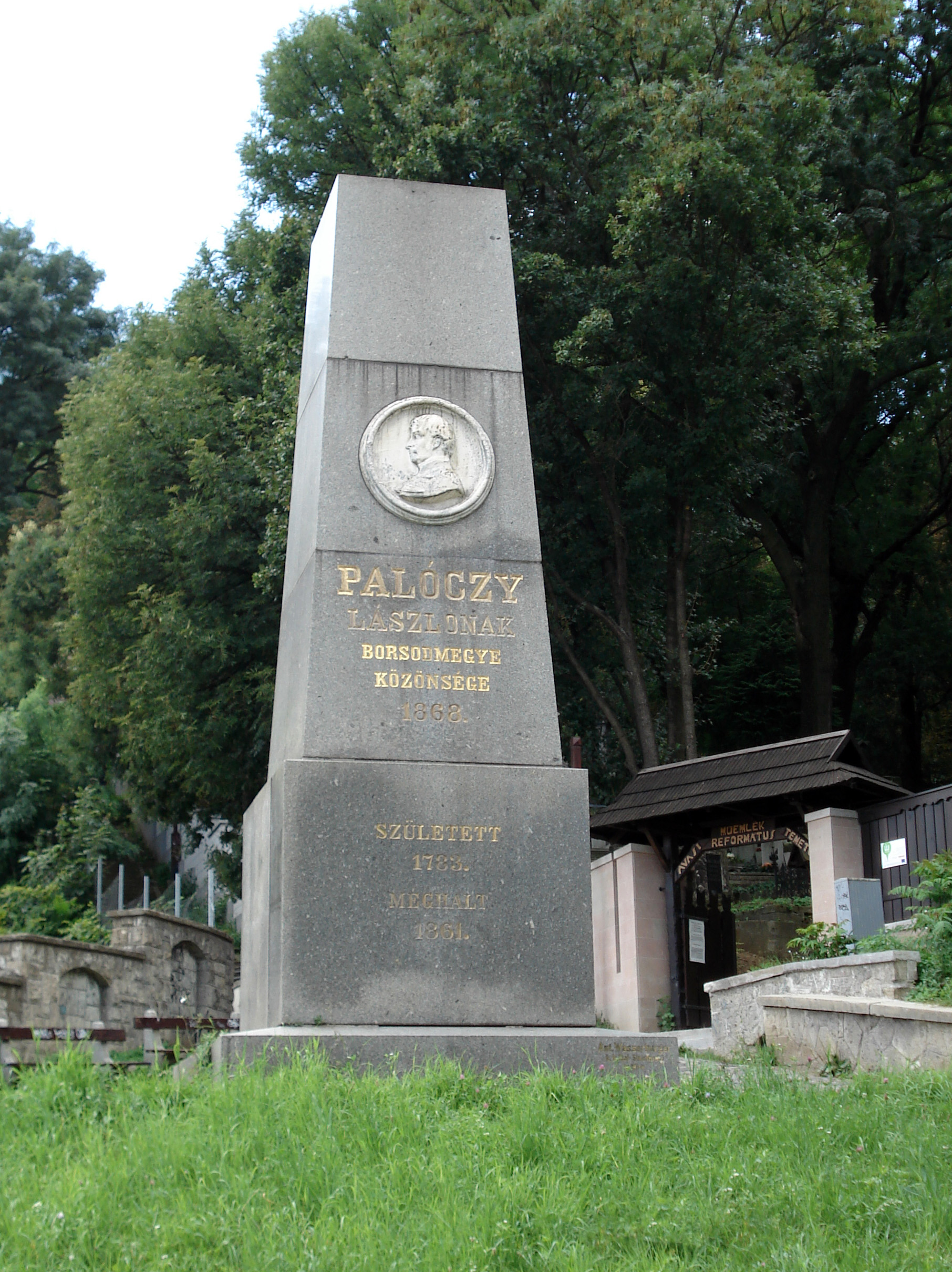
Palóczy László síremléke
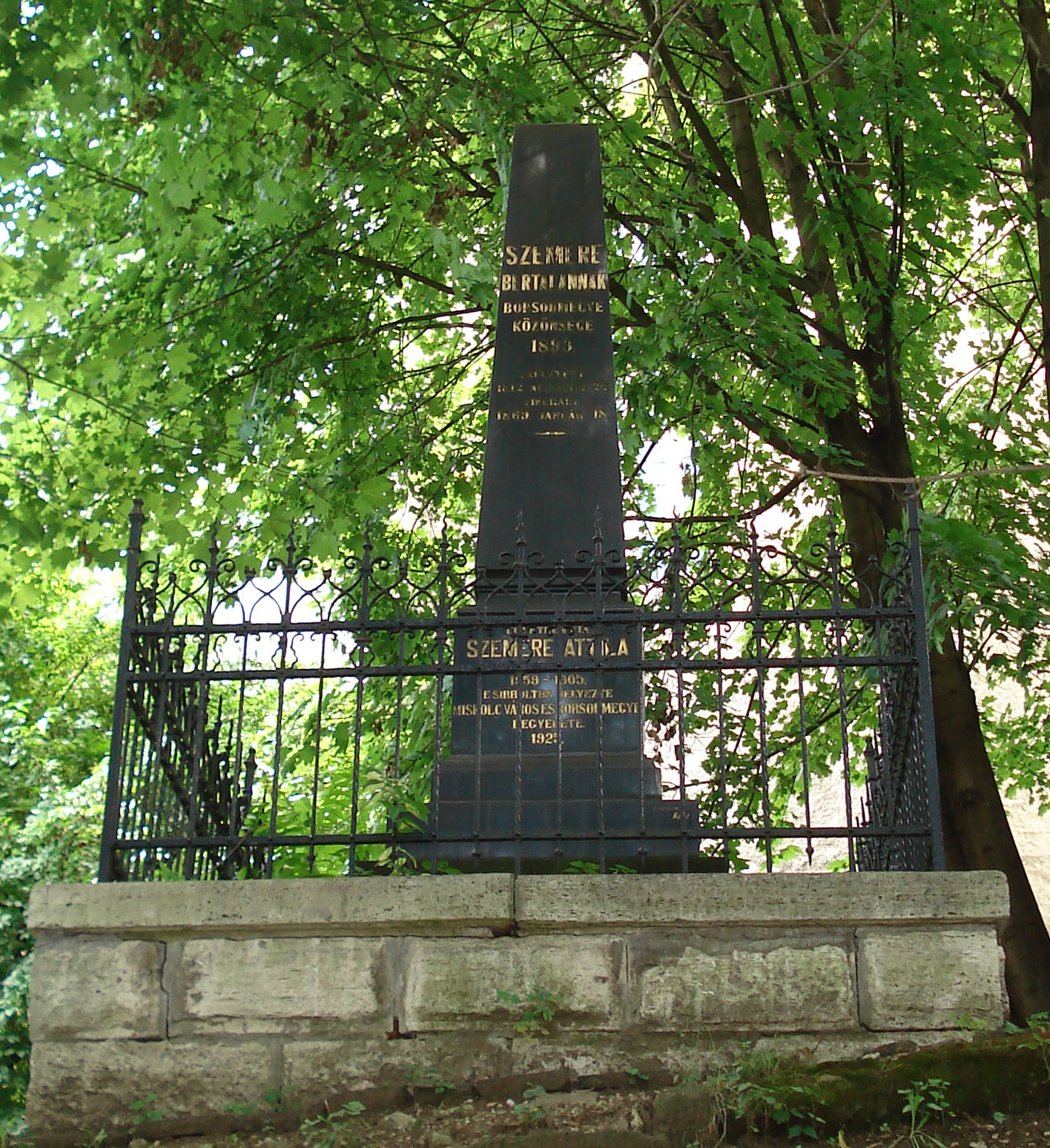
Szemere Bertalan és fia síremléke
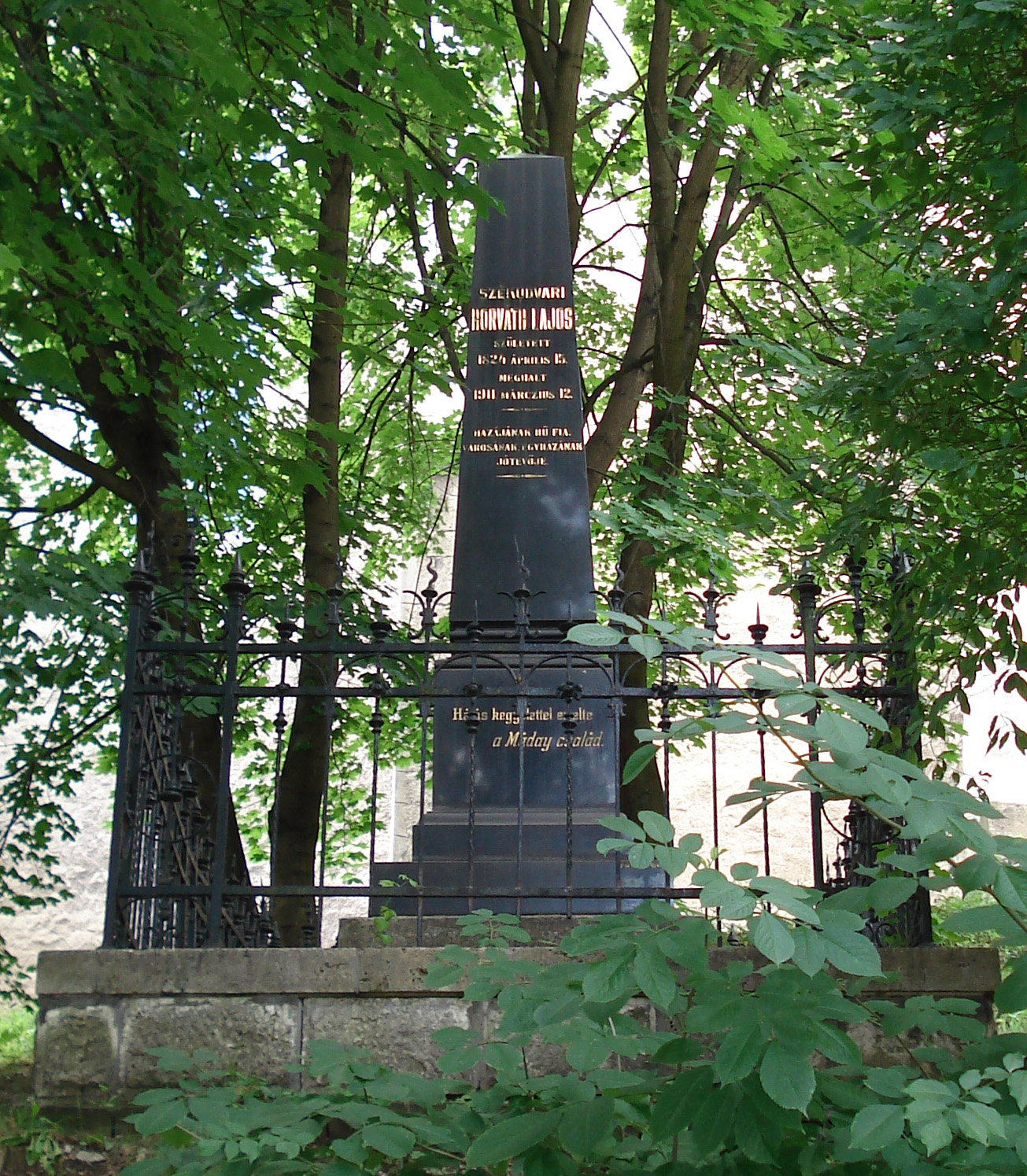
Horváth Lajos sírja
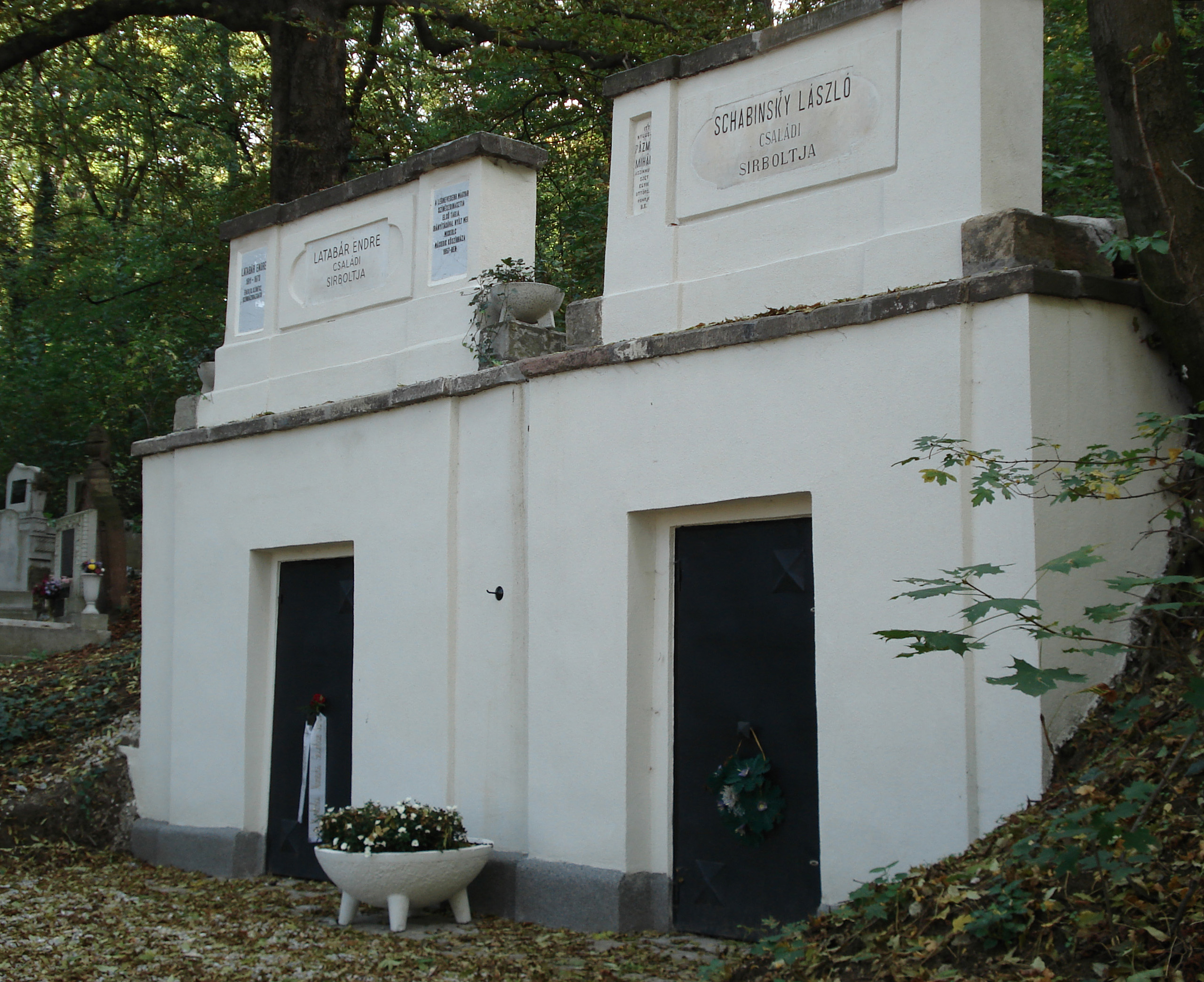
A Latabár és a Schabinszky család kriptája

#### Zsidó temető
A zsidók az 1700-as évek első felében telepedtek meg Miskolcon (jellemzően Morvaországból érkeztek), és a második világháborúig a város meghatározó népességévé váltak. Temetőjük területét 1759-ben vásárolták meg az Avas északnyugati oldalán, 1769-ben pedig megalakult a Chevra Kadisa, amelynek egyik fő feladata a halottak illő eltemetése volt. A temetőt a köznyelv zsidó-bánat helymegjelöléssel illette, ők maguk több elnevezést is használtak a temetőkre, de itt a Bész Hachájim (Az Élet háza) név használatos. A temetőben mintegy 6000 síremlék található. Első bejárata az Avas tetőn, a város felől a Ruzsin-oldalon, a mai Hidegh-soron volt, ami ma nem használatos. A temető legrégebbi része a déli sarokban található, itt vannak a legkorábbi időkből származó sírkövek.
A temető számos neves halottja közül megemlítendő az a Munk Samu (1855–1933) földbirtokos, takarékpénztári elnök, törvényhatósági bizottsági tag, aki híres volt jótékonykodásairól. Austerlitz Sámuel főrabbi szarkofág alakú síremlékére kiterített Tóra tekercset és Ketert (a Tóra koronája) faragtak. Nagy tekintélyű polgár volt a sokoldalú Héthársi Neumann Adolf (1870–1929), aki biztosítási céget és gazdasági bankot alapított, de alapító tagja volt a Sajószentpéteri Üveggyárnak is. Elnöke volt a miskolci zsidókórháznak, és kitüntették a Ferenc József-rend lovagkeresztjével. Itt nyugszik Singer Henrik orvos is, aki az 1900-ban nyílt Borsod vármegyei Erzsébet Közkórház első igazgatója volt. A temetőkert északi részén helyezték el a környéken megszűnt zsidó temetők exhumált sírjait és mártír-emlékműveit is.

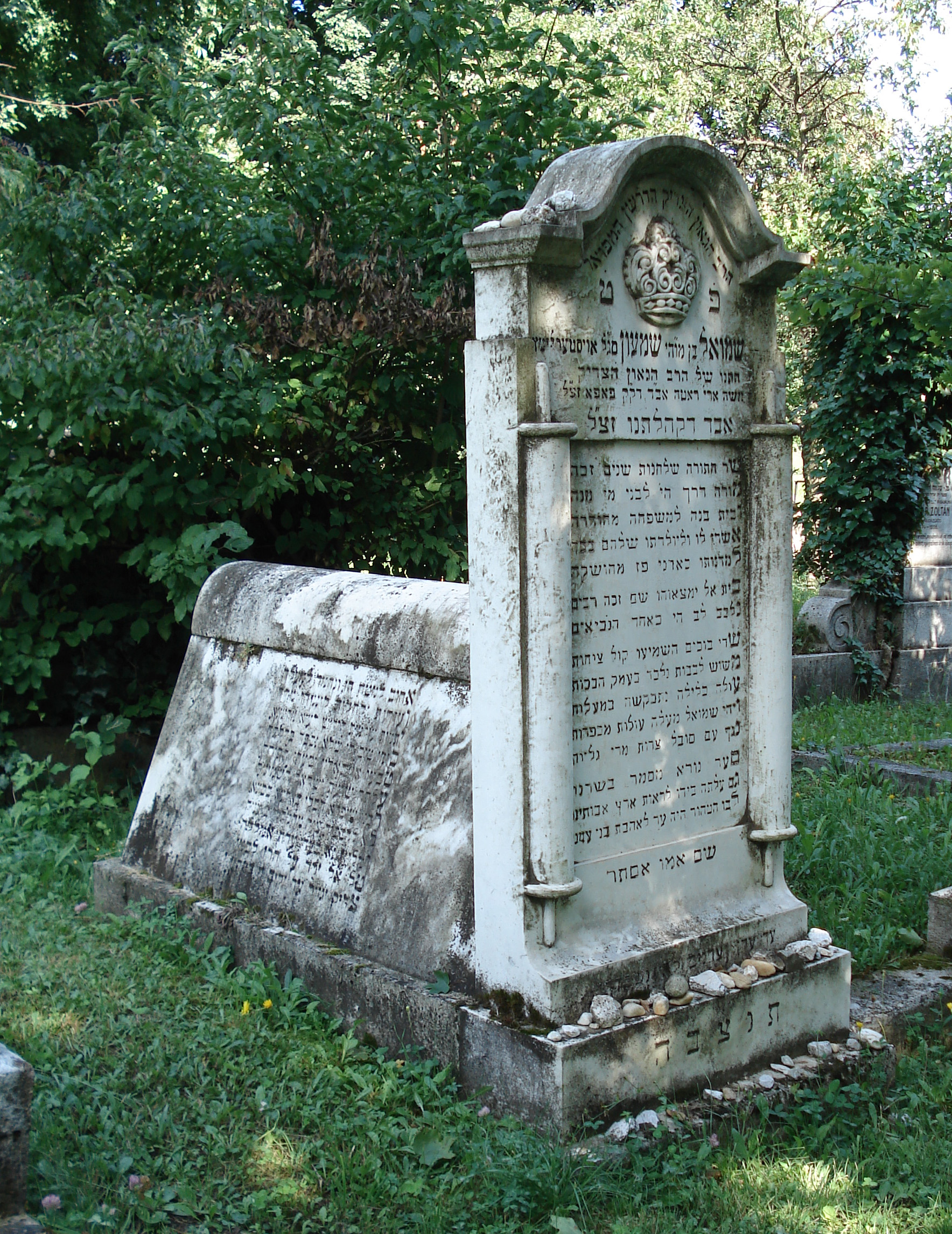
Austerlitz Sámuel főrabbi sírja
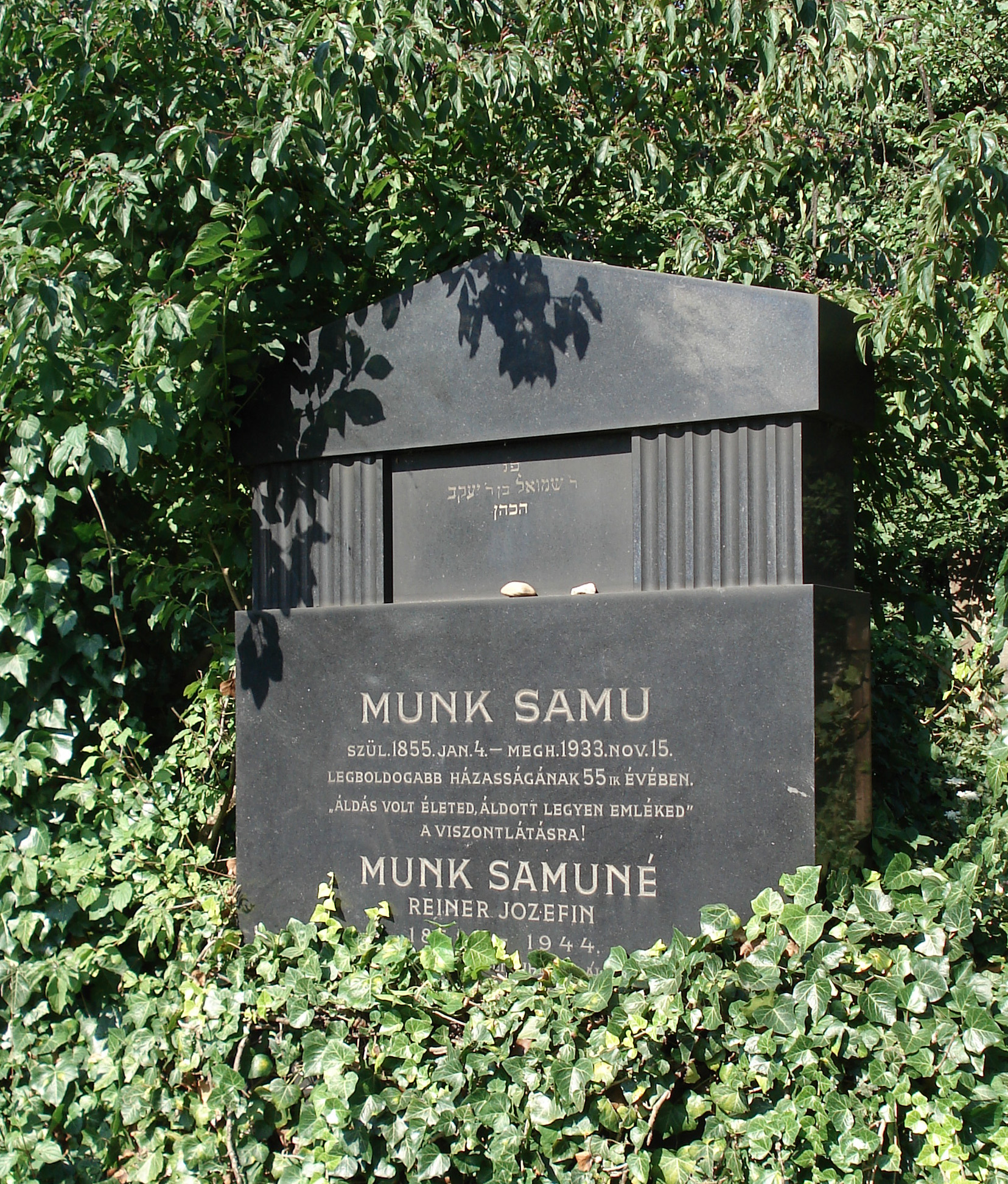
Munk Samu gránit síremléke
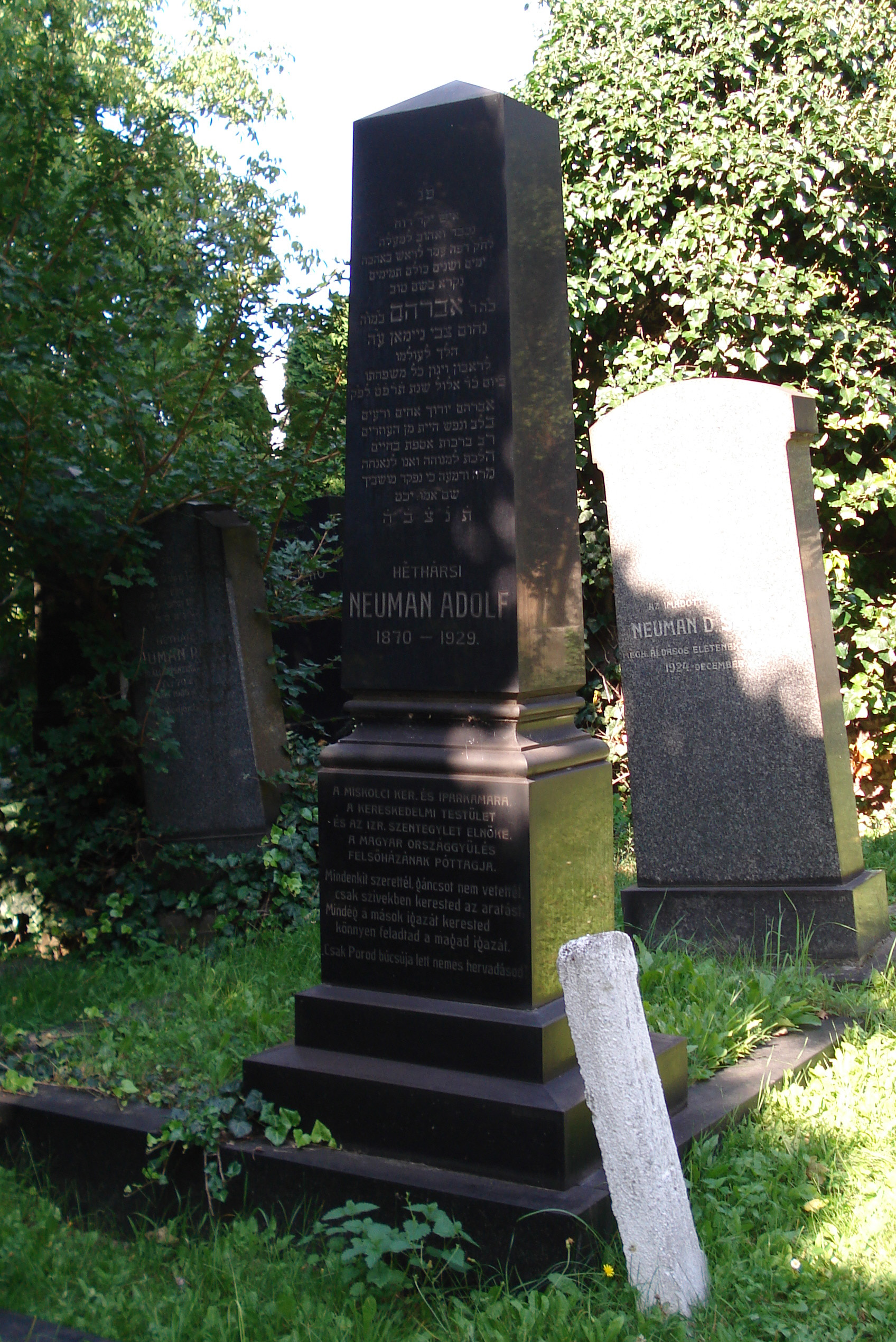
Héthársi Neuman Adolf sírja
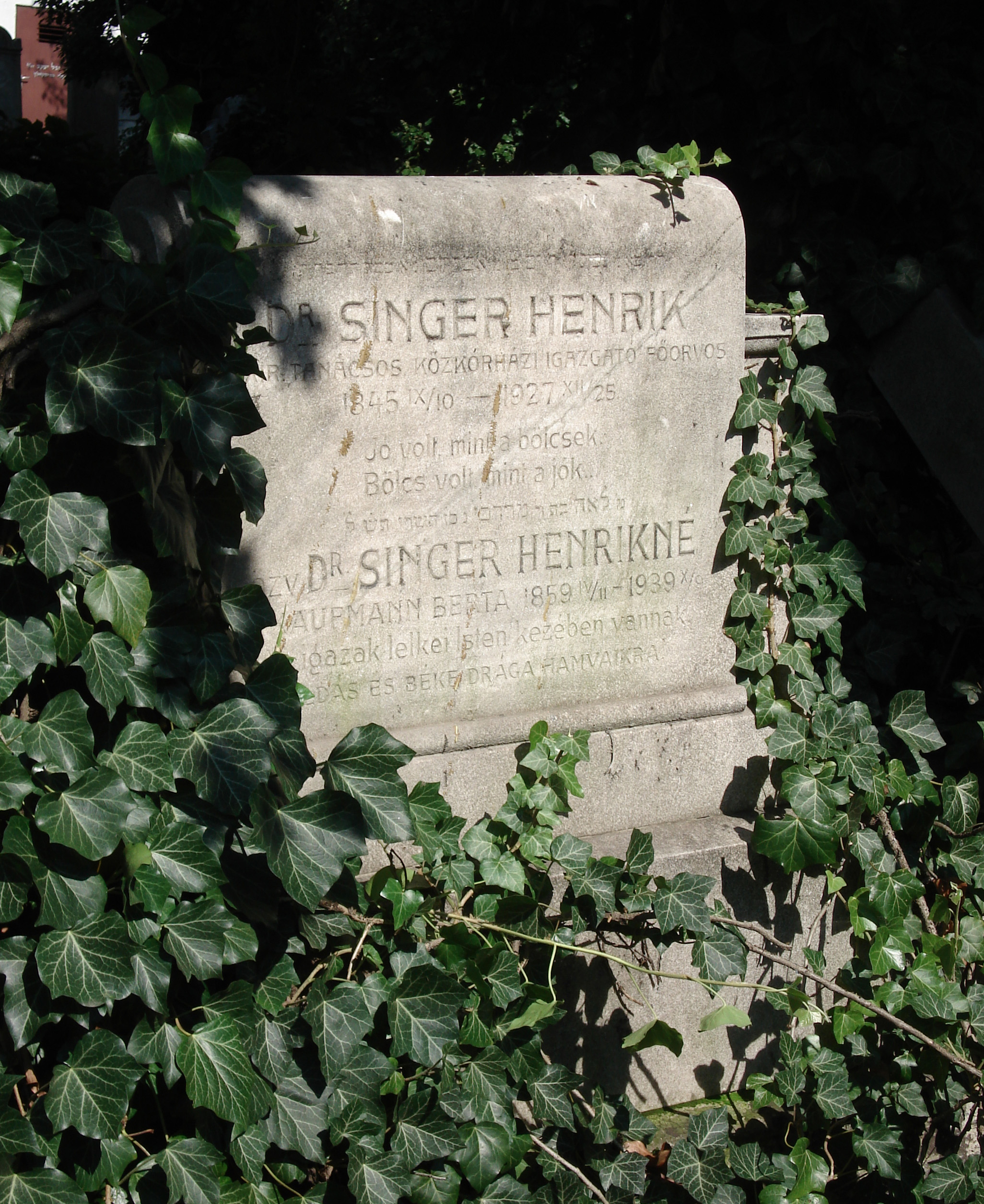
Singer Henrik és felesége sírköve
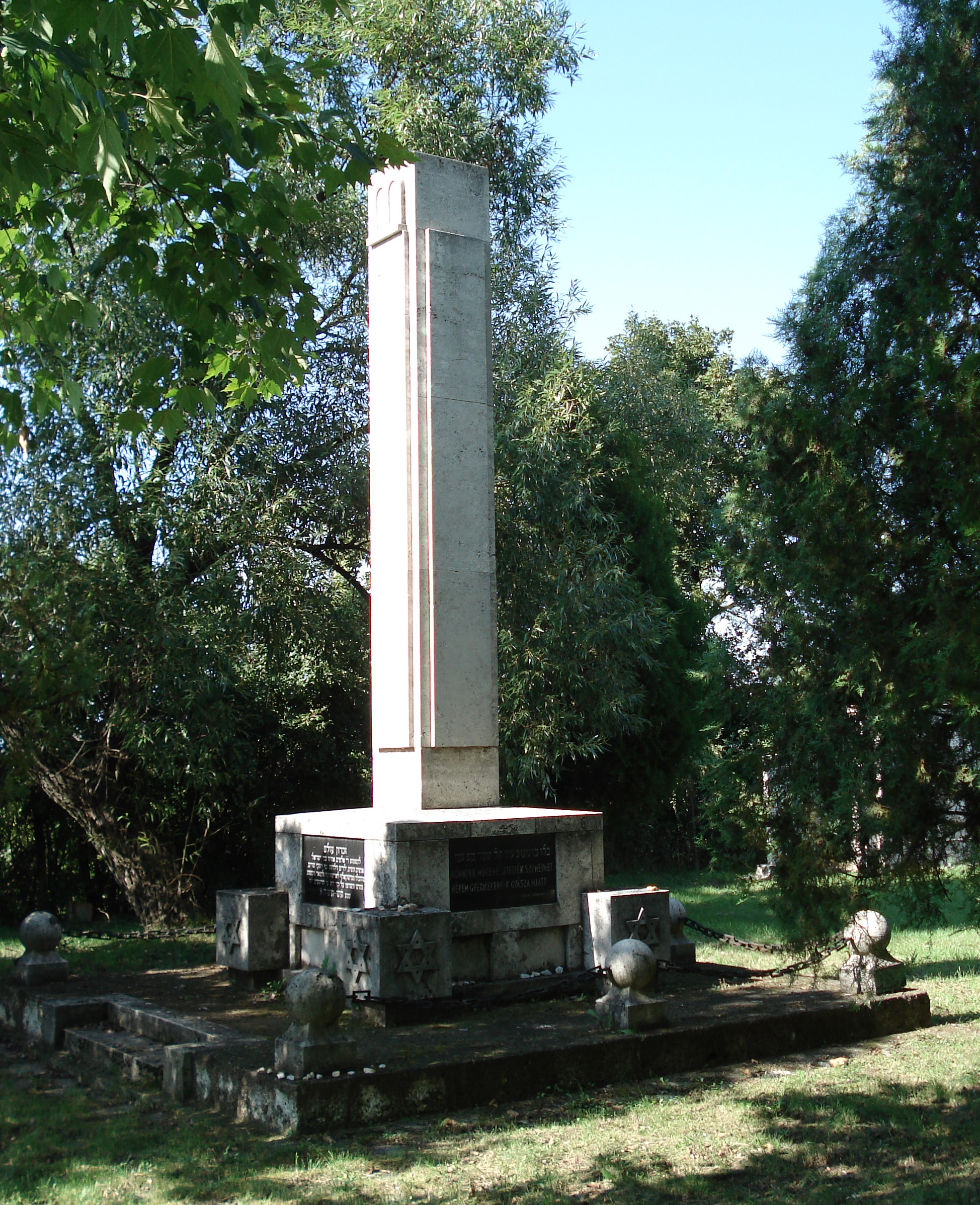
A tizennégyezer Miskolcról elhurcolt mártír emlékoszlopa

### Egyebek

#### Herman Ottó Múzeum
A múzeumot Borsod-Miskolczi Múzeum néven a Borsod Miskolci Közművelődési Egyesület alapította meg 1899-ben (szorgalmazója volt Herman Ottó is, a Bársony-házi szakócák fellelése után), első kiállítása 1902-ben volt (szenzációja a közelmúltban talált mamutagyar volt). A kiállítás a város által biztosított, Papszeren lévő épületben volt, amely Miskolc első iskolaépülete volt. A múzeum 1953-ban vette fel Herman Ottó nevét. 1963-ban a megyei múzeumi szervezet központjává vált, és 1980-ban megkapta a Görgey úti épületet is. A múzeum gyűjtési profilja már a kezdetekben szinte azonos volt a jelenlegivel, elsősorban képzőművészeti alkotásokat, régészeti leleteket és ásványokat gyűjt, de néprajzi kollekciója is jelentős. Állandó kiállításai mellett rendszeresek az időszaki kiállítások is.
A múzeum legújabb egysége a Pannon-tenger Múzeum, amelynek föld alá süllyesztett szekciója a Görgey úti épület előtt épült fel. Ezen a kiállításon a 2007-ben felszínre került bükkábrányi ősfák mellett más őskori leleteket is bemutatnak (például a Rudapithecust), és itt helyezik el az ásványgyűjteményt is.

#### Csupros Mária-szobor
A barokk szobrot a 18. században állították a mindszenti templom előtti, akkor még létező kis dombra (helye azóta többször változott). A szobrot Deák Ferenc plébános kezdeményezésére emelték a Miskolcot elkerülő pestisjárvány emlékére, hálából. A szobor talapzatát eredetileg Nepomuki Szent János, Szent Lőrinc és Szent Sebestyén alakja is díszítette. A többszöri restaurálás következtében a Mária-szobrot ma már nem tekintik eredetinek, az oszlopa is alacsonyabb lett.

#### Kálvária
A Kálvária-domb az Avas délkeleti részén, a Herman Ottó Múzeum Görgey úti kiállítási épülete mögötti oldalban található. A kálvária létesítése Máriássy Gábor püspök, egri kanonok, korábbi miskolci pap nevéhez fűződik: alapítványt hozott létre a célra, és 1857-ben megvásárolta a Tűzköves dűlőben lévő telket. Az építészeti terveket Rudolf Antal készítette, a kőfaragást Dahlström (Dallstrőm) József, svéd származású miskolci kőfaragó művész végezte, a kőműves Kobek József volt. A Kálvária-kápolna 1864-re készült el, a domboldalban hatlépcsős kálváriasort építettek. Mára a stációk közül csak négy van meg, eléggé rossz állapotban, a kápolnát az 1990-es években részben renoválták.

#### A mindszenti ispotály
A mindszenti apátsági ispotály (szegénykórház) már a 15. században működött. Első írásos említése 1507-ből való, 1563-ban 53 lakója volt (szegények, bénák, vakok, némák), és 22 zsellér tartozott szolgálattal az ispotálynak. Az intézményt Miskolc városa támogatta büntetéspénzekkel, elkobzott élelmiszerekkel, de az adományok is fontosak voltak (a 18. század végén már alapítvány is volt erre a célra). A 18. század második felében a régi, leromlott állapotú épület helyén újat építettek, a Szent Márton és Szent Erzsébet patronátusa alatt megáldott alapkövet 1761. július 9-én tették le ünnepélyes körülmények közepette. A késő barokk épület – a Mindszenti templom melletti földszintes ház – ma is áll, és tömegalakításában nagyjából megőrizte eredeti formáját.

#### Kühne Adolf emlékpad
Kühne Adolf (1868–1912) biztosítóintézeti hivatalnok volt. A szervezett természetjárás és a Borsodi Bükk Egylet egyik alapítója, titkára, másodelnöke, majd ügyvezető alelnöke volt. Tiszteletére 1911-ben a Bükk Egylet az Avas városra néző északi oldalában kő emlékpadot állított (a templom alatti kerítés mellett található). A Bükk egyik látványos turistaútja (Garadna–Szentléleki-völgy–Szentlélek–Örvénykő) is Kühne Adolf nevét viseli.

#### Polgármester-pince
A történelmi avasi borospince-negyed legismertebb épülete, népszerű rendezvényhelyszín. Egykor Halmay Béla polgármester tulajdonában volt. A fachwerk építészet ritka miskolci példája.

#### Horváth-tető
A népszerű szabadidőpark az Avasi kilátó alatt, a domb keleti lejtőjén helyezkedik el függőkert- vagy terasz-szerűen. Az évtizedekkel ezelőtt kialakított terület az idők során elavult, elvadult. A mai, korszerű rekreációs park 2022–2023-ban valósult meg, területén számos tematikus részt alakítottak ki. Vannak itt különböző gyerekkorosztályok számára kialakított játszóterek, piknikező helyek, pihenő és napozóterületek, kilátópontok, kutyaügyességi pálya, mászófal, gördeszkapálya, és az egészet sétautak kötik össze.

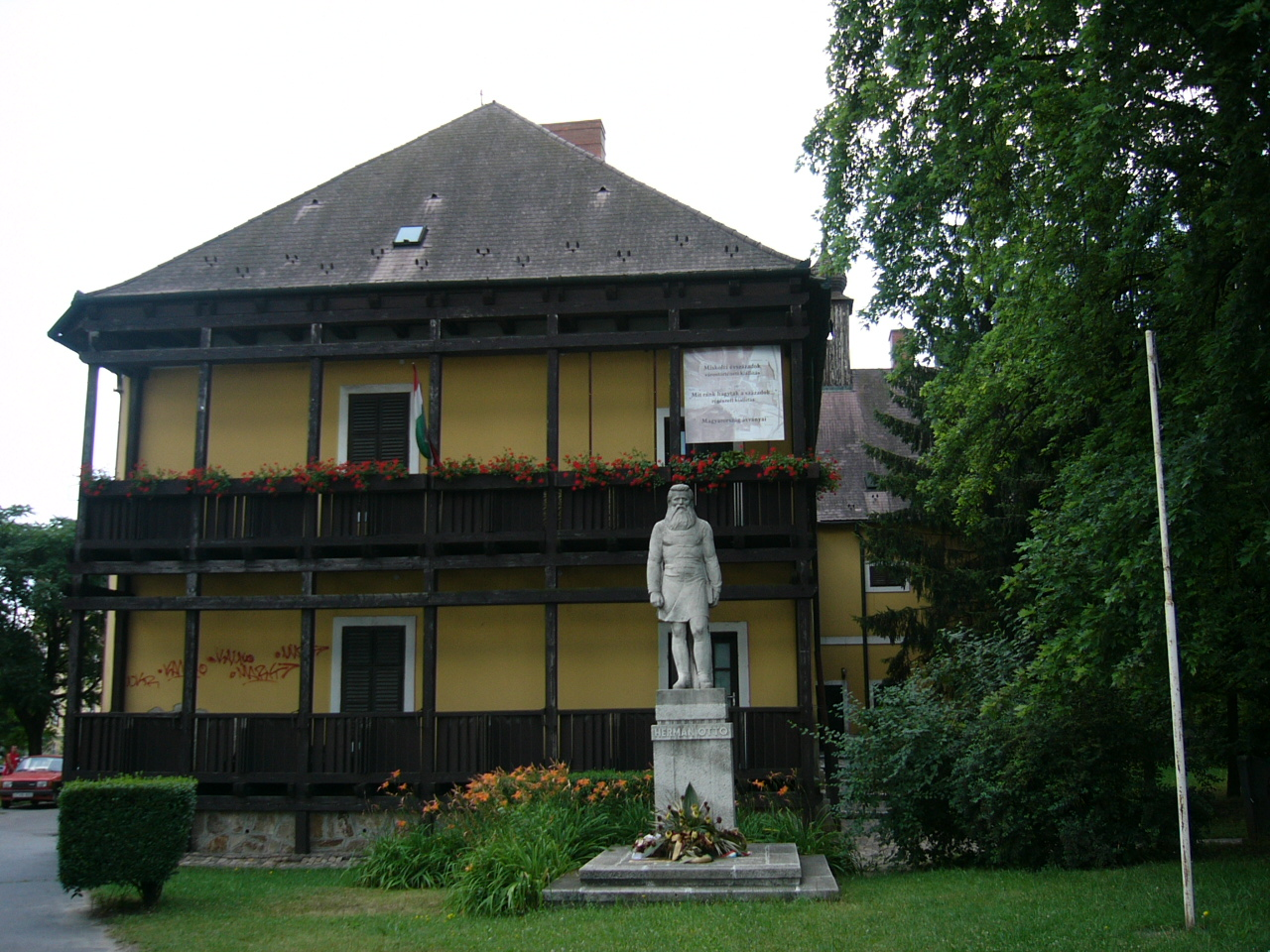
A Herman Ottó Múzeum papszeri épülete
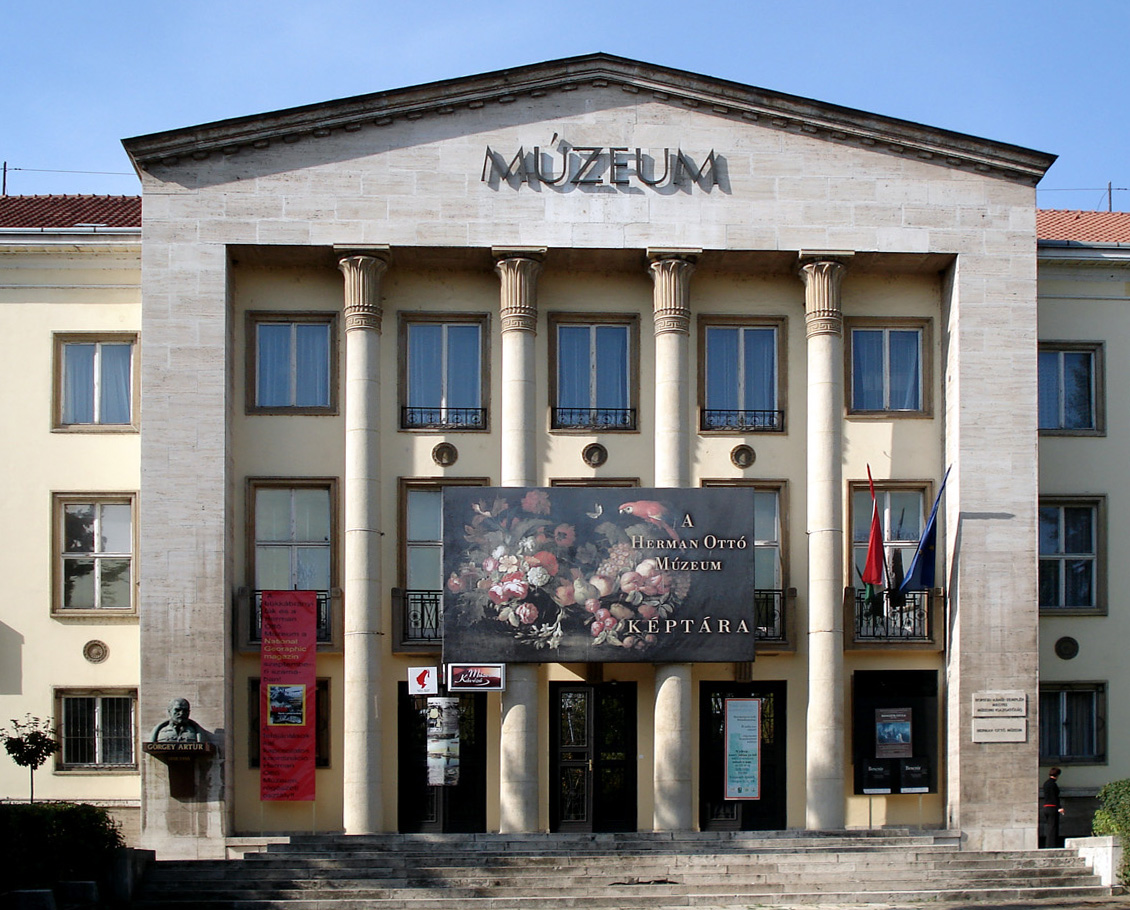
A múzeum Görgey úti épülete
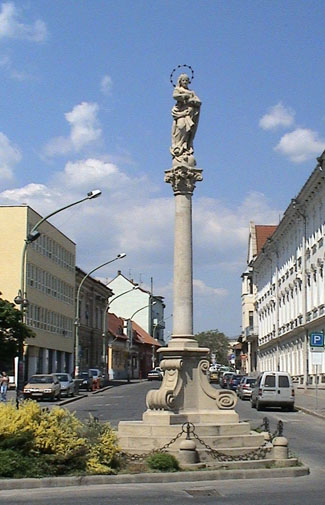
Csupros Mária
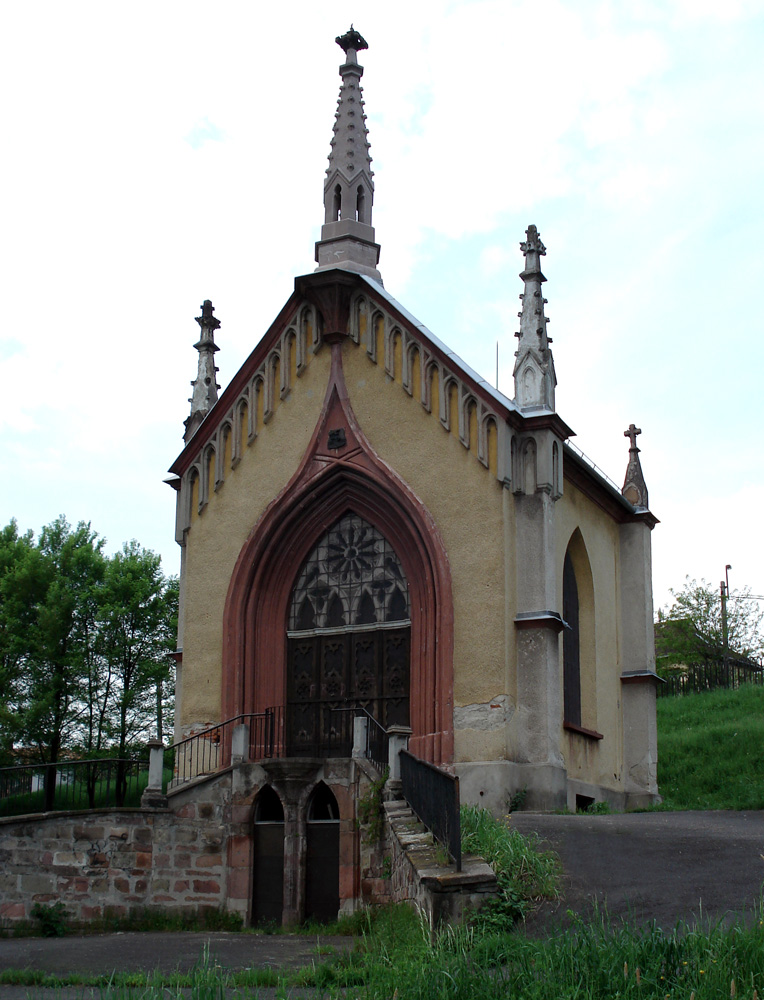
A Kálvária-kápolna
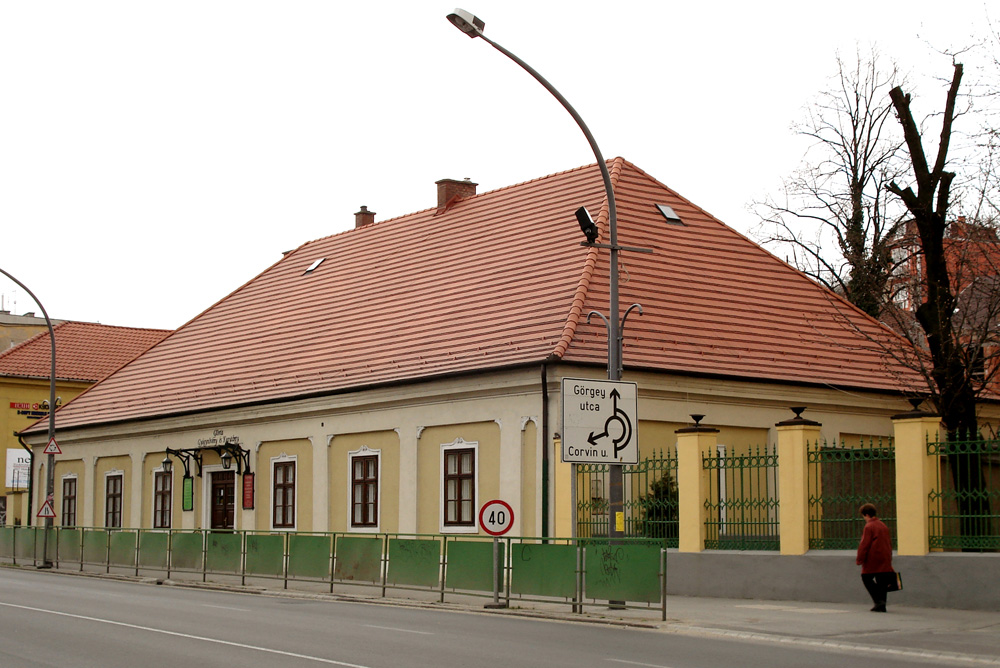
A mindszenti ispotály épülete
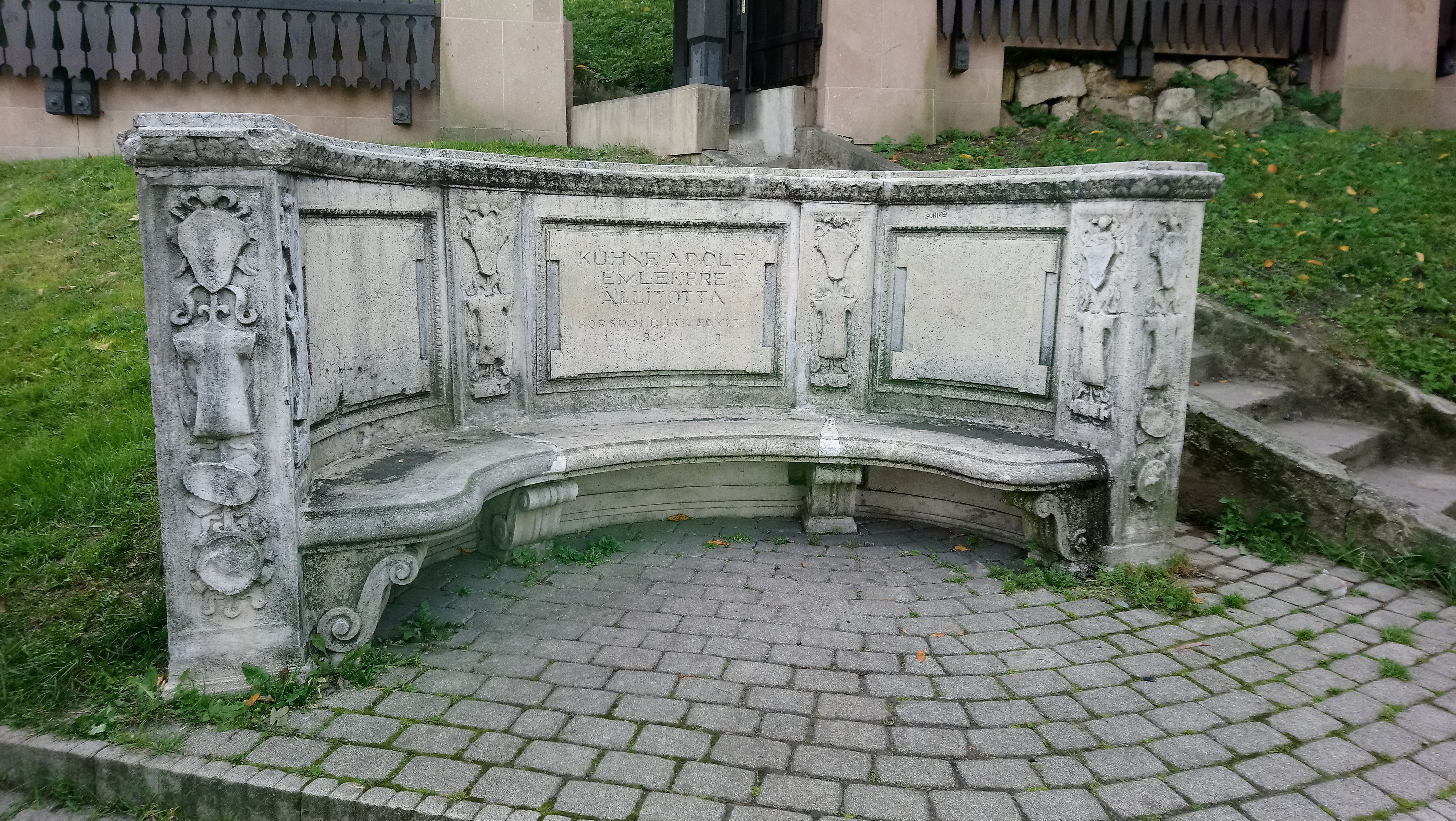
Kühne Adolf emlékpad
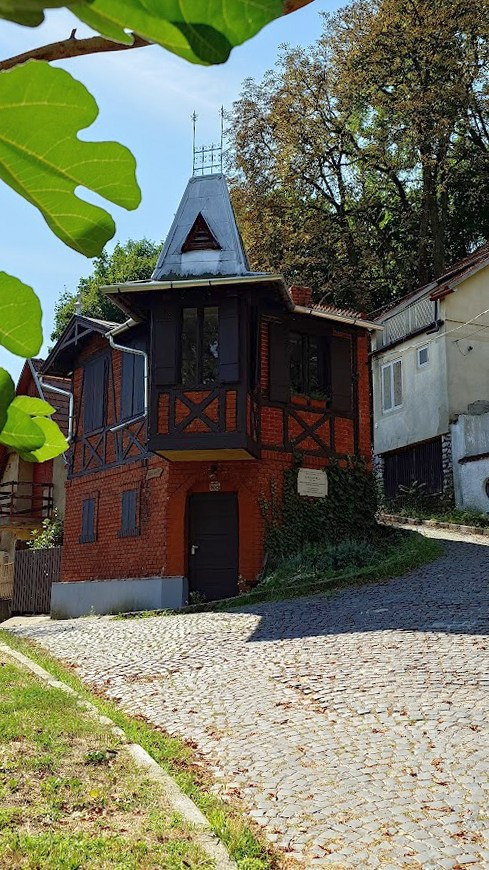
A Polgármester-pince
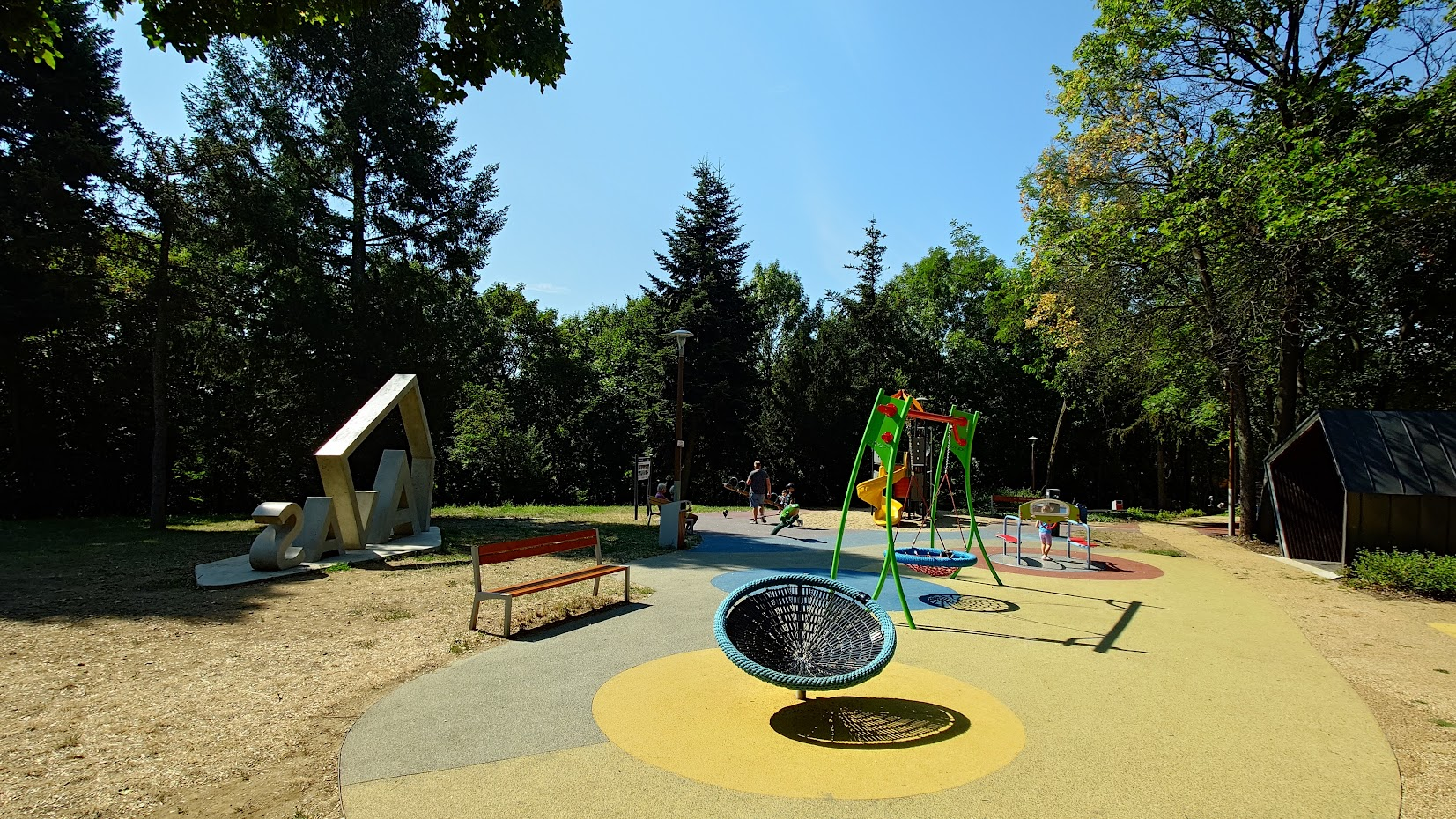
Játszótér a Horváth-tetőn
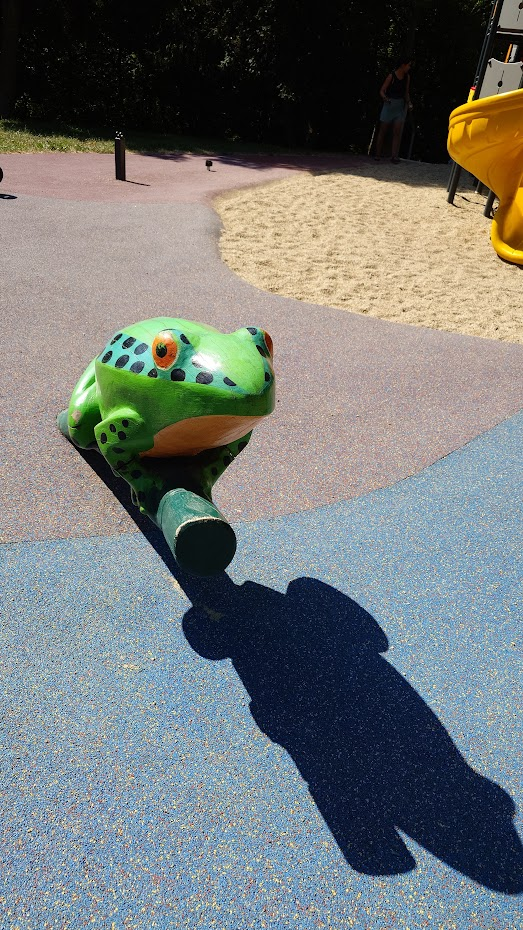
Béka játékszobor a Horváth-tetőn
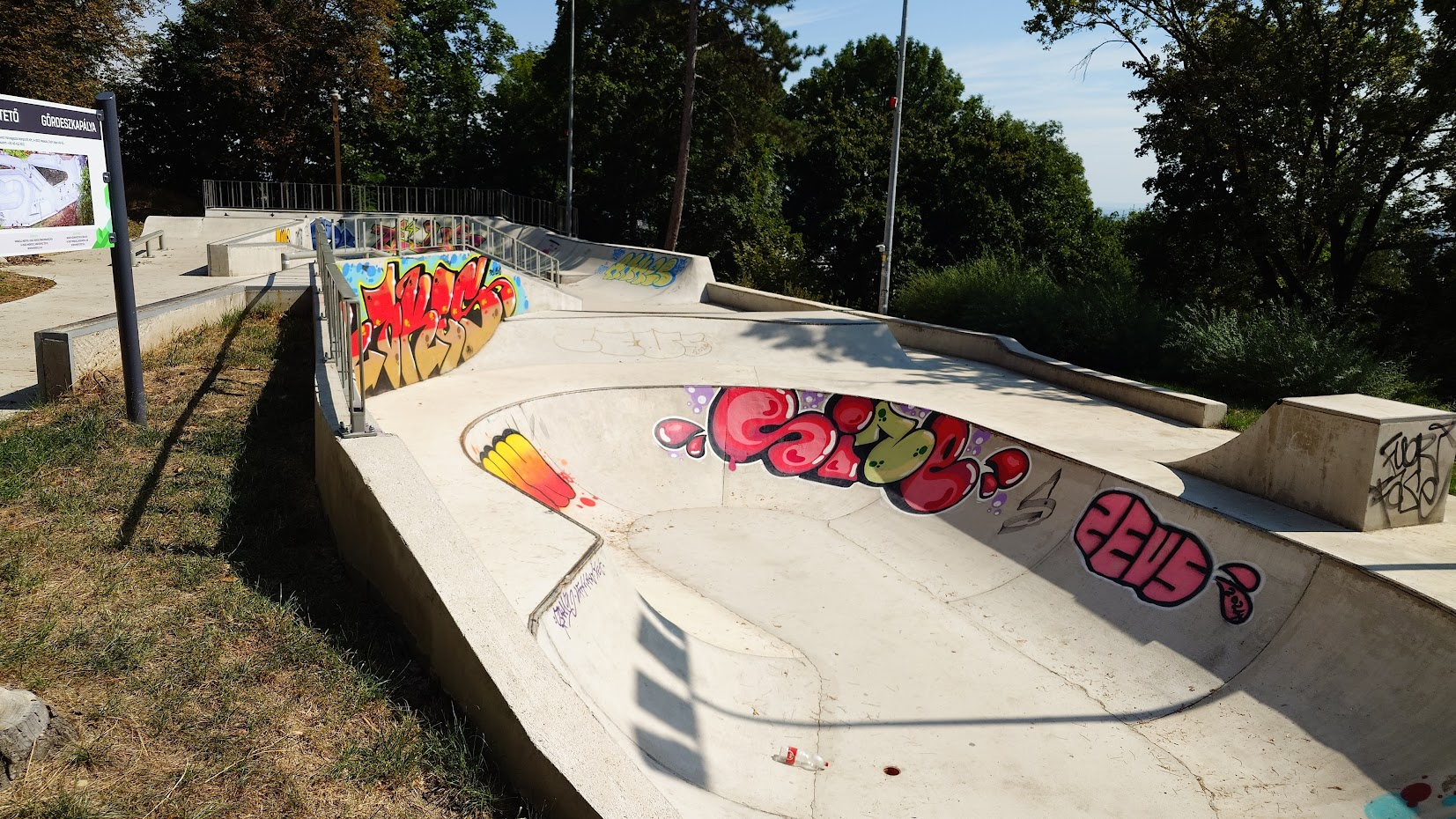
Gördeszkapálya a Horváth-tetőn
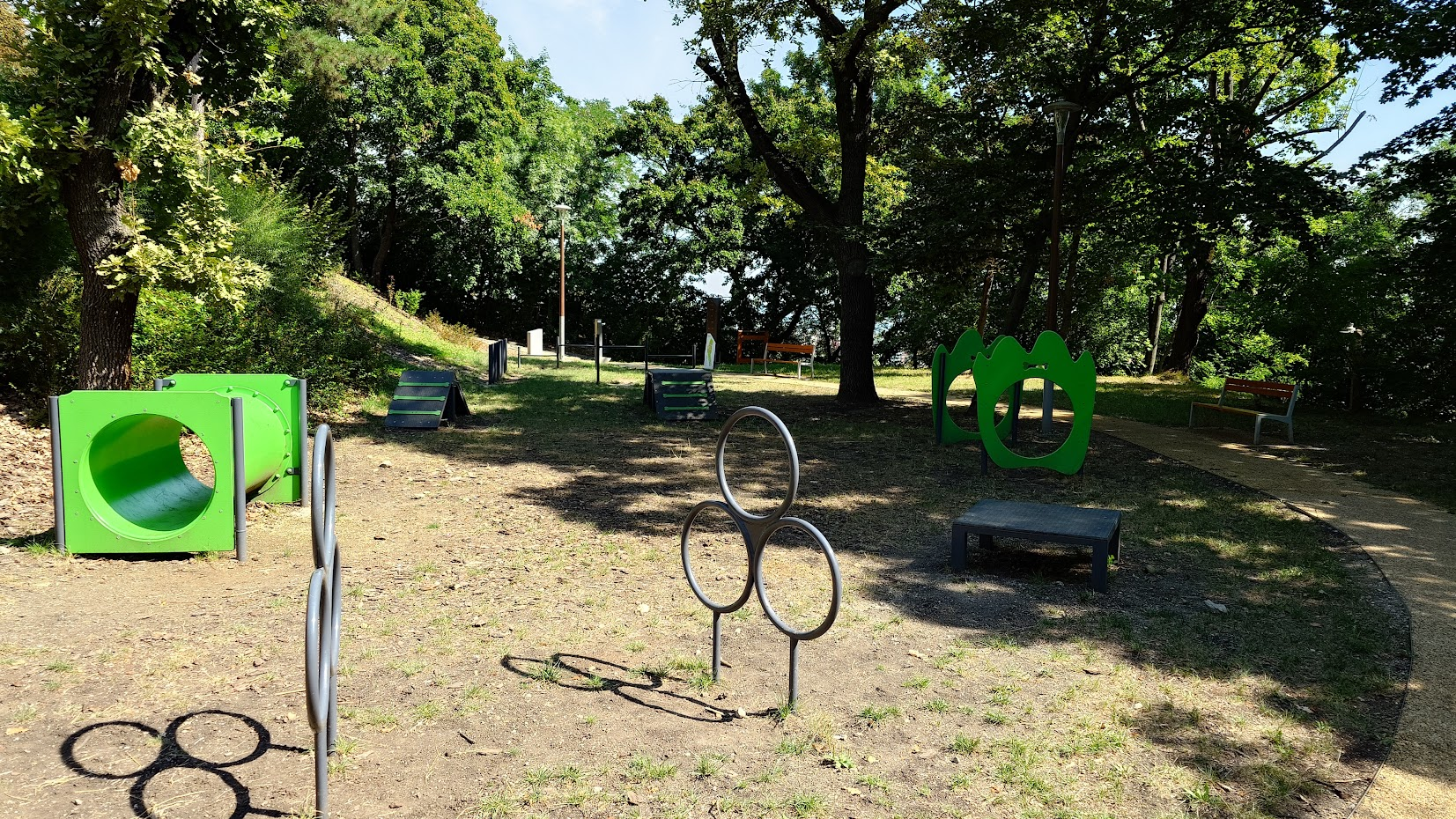
Kutyaügyességi pálya a Horváth-tetőn

## Az Avas élővilága

### Állatvilág
Az Avas valaha volt színes állatvilágának jelentős része mára gyakorlatilag megszűnt létezni. Az eredeti állatvilág csökkenése tulajdonképpen több szakaszban ment végbe. Az erőteljes átalakulás, illetve a részbeni fogyás már akkor elkezdődött, amikor a déli lejtőkre szőlőt telepítettek. A hagyományos fajok kiszorultak, a helyüket pedig a szőlőhöz, gyümölcsökhöz kötődő fajok vették át. A második hullámot az avasi szőlők kipusztulása okozta, a következő pedig az Avas tömeges beépítésével, az avasi lakótelep létrehozásával valósult meg. A nagy betontömeg között kevés a zöld felület, összefüggő fás terület pedig gyakorlatilag csak egy van: az avasi arborétum.
A leggazdagabb állománya természetesen a rovaroknak van, de találhatók itt kétéltűek (pettyes gőte és békák), hüllők (gyíkok), madarak (fecskefélék, cinegék, fekete rigó, veréb) és emlősök (sün, vakond, denevérek, mókus). A kutatók szerint az Avas élővilágának fogyása folyamatos, ma is tart. Az állatvilág kutatását Gyulai Péter, Gyulai Iván és Wirth Tibor végezte.

### Növényvilág, az avasi arborétum
Az avasi arborétum az Avas-tető délkeleti lejtőjén helyezkedik el, és elsősorban fenyőket és örökzöldeket mutat be. A kert nyitott a látogatók számára. Díszkapuját Szondy Sándor iparművész készítette.
Az arborétum kialakításának gondolata az 1980-as években merült fel, miután megszűnt a korábban itt virágzó szőlőkultúra, majd az Avas beépítésével megszűnt a gyümölcs- és kertkultúra is, és a kertbarátok szükségesnek látták egy „zöld sziget” kialakítását. 1986-ban Adorján Imre nyugdíjas főorvos, a miskolci kertbarátok vezetője felajánlotta, hogy létrehoz egy tűlevelű örökzöldek kerti formáit bemutató gyűjteményes kertet. Az akkori városi tanács támogatta az ötletet, és a kert részére kijelölt egy három hektáros, háromszög alakú területet az Avas délkeleti részének egyik völgyhajlatában, a már védett Greuter-kert mellett. A talaj enyhén savanyú, agyagos, mérsékelt humusztartalommal, jó foszfor-, közepes kálium- és elegendő nyomelemtartalommal rendelkezett – kiváló a fenyők és az örökzöldek számára.
A kert növényanyagát Adorján doktor jórészt a saját költségén gyűjtötte be hazai és külföldi faiskolákból, de az erdőgazdaság is segítette munkáját. A telepítés rendkívül sikeres volt, a növények mintegy 99%-a megfogant. A későbbiekben megalakult az arborétum baráti köre, amelynek tagjai egyenként 200 négyzetméternyi területrész gondozását vállalták. Az arborétumban mintegy 460 fenyőféle van (cédrusok, jegenyefenyők, lucfenyők, tűnyalábos fenyők és vörösfenyők), ezen kívül több mint 300 féle más nemzetség található (álciprusok, borókák, tiszafák és tuják). A különlegességek között megtalálható a kolorádói és kaukázusi jegenyefenyő, az eredetileg a Himaláján élő simafenyő, az amerikai hegyi mamutfenyő és a kínai mamutfenyő. Van itt még példány a nem tűlevelű és lombhullató páfrányfenyőből és a japán foszlókérgű tujából is. A tűlevelűk mellett telepítettek ide még egy látványos rózsa- és sziklakertet is.

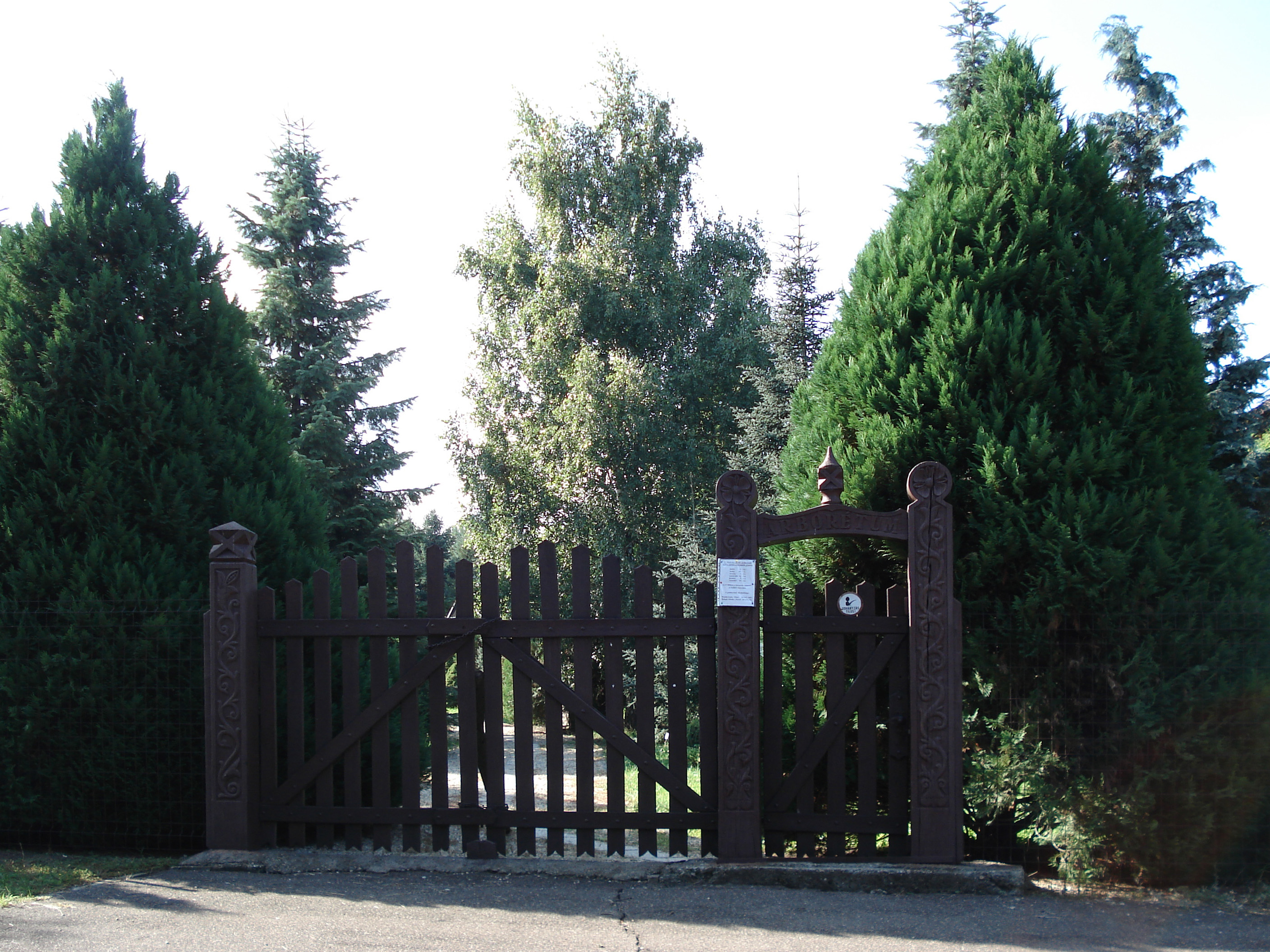
A botanikus kert díszkapuja
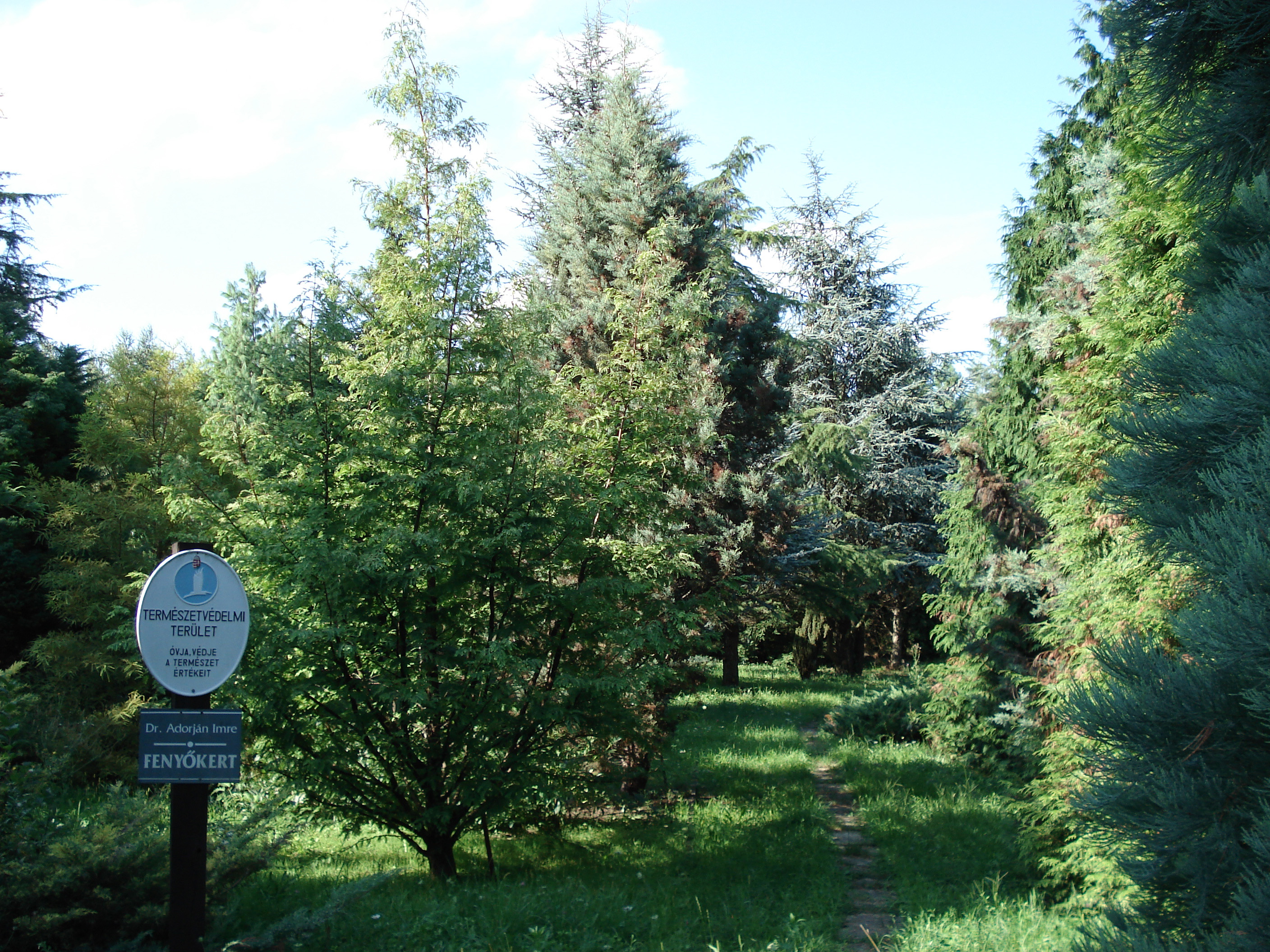
A Dr. Adorján Imre Fenyőkert részlete

## Az Avas ma

### Tv-torony
A tévétorony, amely kilátóként is működik, 72 méter magas, Hofer Miklós és Vörös György tervei alapján épült, és 1963. augusztus 20-án avatták fel. A kezdeti években eszpresszó üzemelt benne, és a torony tövében is népszerű és látogatott szórakozóhelyek nyíltak. A presszó is, a szórakozóhelyek is bezártak, megszűntek egy idő után, de a presszót – többszöri próbálkozás után – újraindították. A tévétorony közelében korábban már állt két kilátó. 1906-ban, amikor II. Rákóczi Ferenc hamvait Kassára szállították, a fejedelem tiszteletére gerendákból ácsoltak egy – eleve ideiglenesnek szánt – kilátót, amit Rákóczi zászlóival és jelvényeivel díszítettek. Amikor a hamvakat szállító vonat megállt a Gömöri pályaudvaron, a miskolciak ott tisztelegtek előtte, a kilátón pedig fáklyákat gyújtottak és díszsortüzet adtak a forradalom fegyvereiből. A tornyot 1907-ben bontották le. A második, szintén fából készült kilátó 1934-ben nyílt meg, tervezője ugyanaz a Szeghalmy Bálint volt, aki a Deszkatemplomot is tervezte. A miskolciak eleinte nem szerették, ám hamar kedvelt hellyé vált, és az emberek ma is nosztalgiával gondolnak vissza rá. Az 1956-os forradalom idején leégett.

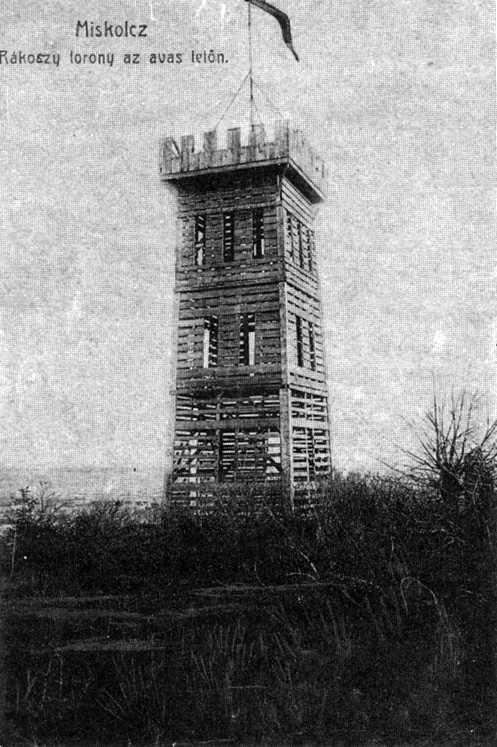
A Rákóczi-kilátó régi képeslapon
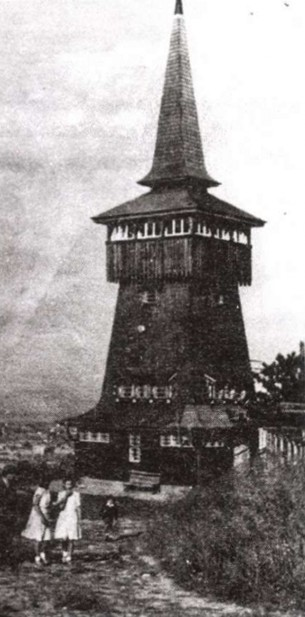
A Szeghalmy-féle kilátó 1930-ban
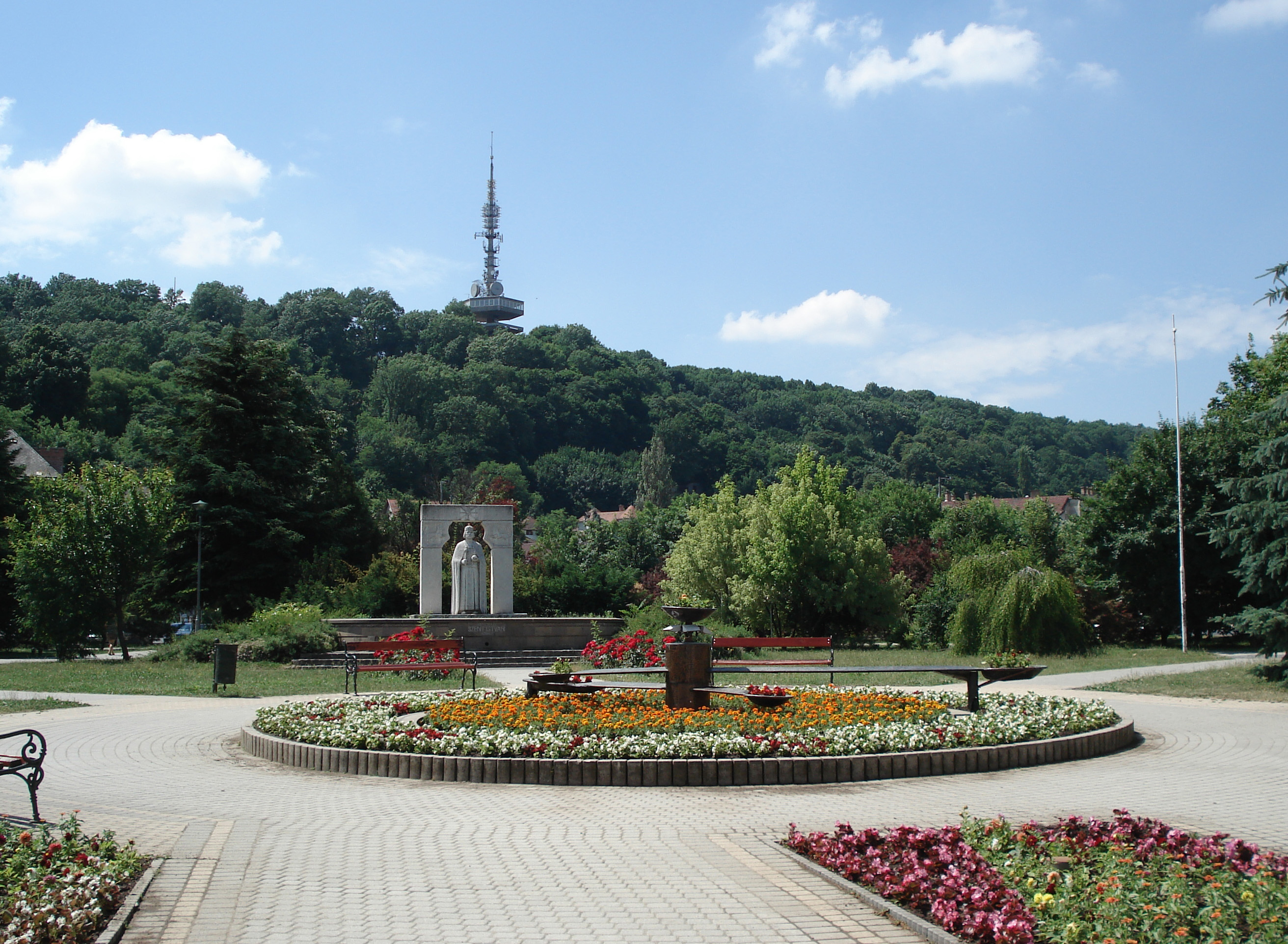
A mai avasi kilátó vagy tévétorony a Szent István térről

### Avas városrész
Az avasi lakótelep gyakorlatilag város a városban, egy Eger nagyságrendű önálló város, amely a mennyiségi szemlélet, a „minél több lakás” jegyében született. A nem eléggé átgondolt tervezés és kivitelezés következtében több kedvezőtlen hatás érvényesülése jelentkezik, illetve figyelhető meg:
- a lakásszám (terhelhetőség) 25–30%-os túlterhelése,
- a lakásválaszték (panelgarnitúra) szűkössége,
- a variabilitás hiánya,
- az építészeti formálás merev leegyszerűsítése,
- az intézmények lakásépítési technológiával való építése,
- a mikroarchitektúra, a fásítás, más zöldterületek létesítésének elmaradása stb.

Az Avas más részein – a paneltől lényegesen elütő, hagyományos építési technológiával készült – sorházas, családi házas és lakópark jellegű területek is vannak.

#### A lakótelep

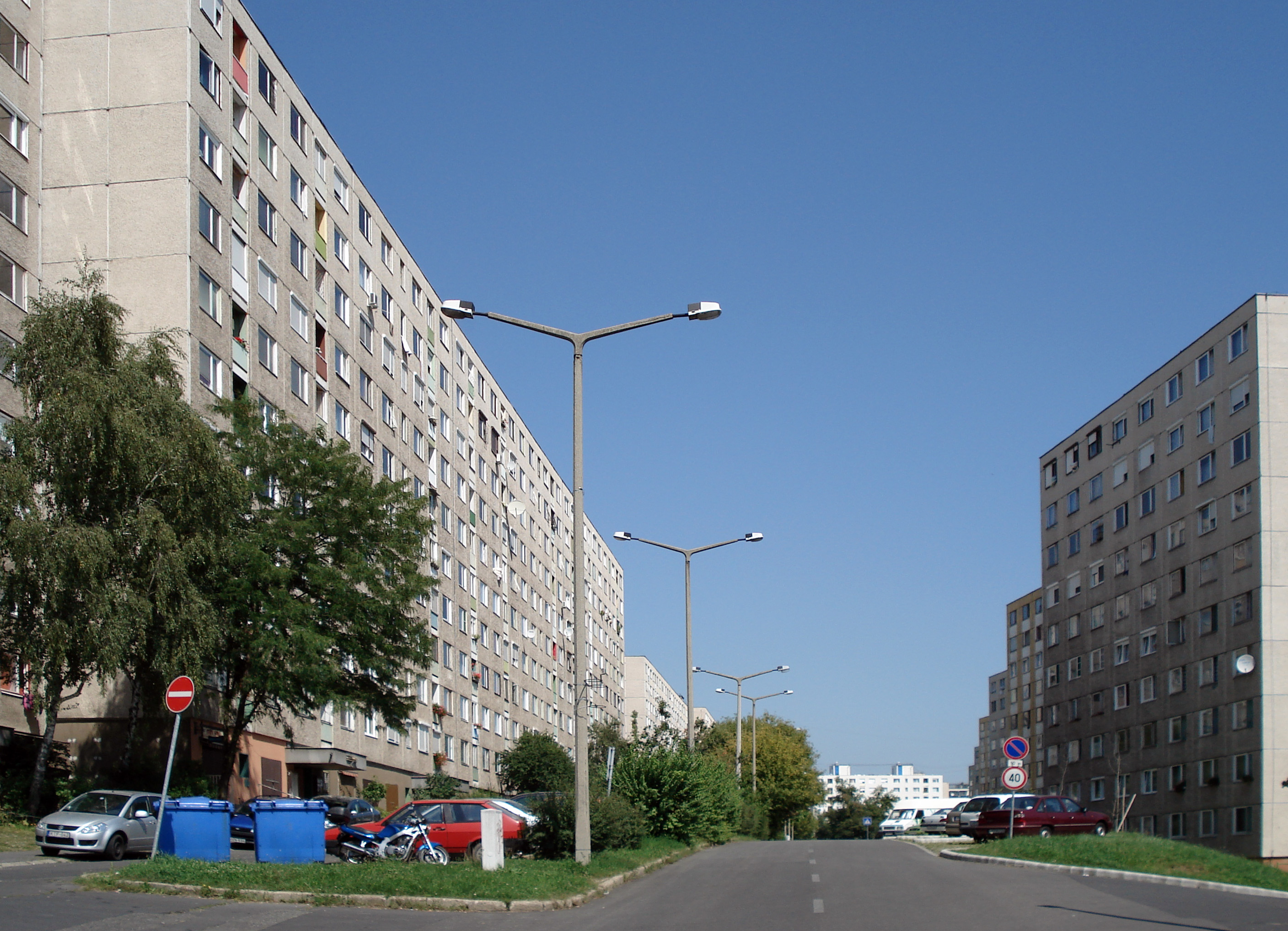
Középszer utca

Az avasi lakótelep az Avas déli-délkeleti lejtőin épült 1973 és 1985 között, három ütemben. A lakótelep – 10 448 lakásával – az ország egyik legnagyobb lakótelepe. A városrészben él Miskolc népességének körülbelül egynegyede. A lakótelep az eredeti elképzelés szerint az egykor 15 000 embert foglalkoztató diósgyőri kohászat dolgozói és családjuk otthonának épült vasbeton elemekből, a Borsod megyei Állami Építőipari Vállalat miskolci házgyárának betonpaneleiből. A második ütemben már nem csak a gyári munkások kaptak itt lakást, hanem olyan családok is, amelyek legalább négy gyermeket neveltek, vagy vállaltak. A harmadik, utolsó ütemben már kisebb, négyemeletes panelházak is épültek, amelyekben nem csupán szociális bérlakások, hanem már pénzért értékesített öröklakások is voltak. Később a lakóteleptől északra és délre igényes családi házak, illetve modern társasházak is épültek.
A lakótelep I. építési ütemében az avasi domb délkeleti oldalát építették be. Ez a lakótelep legkevésbé élhető része. A Középszer utcát alkotó „avasi nagy fal”, amely másfél kilométer hosszan felhúzott, gyakorlatilag egyenes vonalvezetésű, tízszintes épületek sorából áll, kelet irányból tulajdonképpen eltakarja az egész dombot, és önmagában az I. ütem 2426 lakásának 82%-át adja. Feljebb a II. ütembe 5360 lakást terveztek és ezt az építési egységet a Szentgyörgy utca két oldalára telepítették. Az építési szerkezetet a kelet-nyugati irányú mellékutak négyzethálós kialakítása adja, de a zsúfolt beépítés és az eltúlzott burkolt útfelületek kedvezőtlen képet nyújtanak az egész ütemről. A III. építési ütem a II. ütem városrendezési elveit követi, de már lényegesen lazább, levegősebb kivitelben. Az egyes ütemek építése időben egymás után történt, az I. ütem 1973-től hozzávetőlegesen a 70-es évek közepéig tartott, míg a II. ütem építése főleg az 1970-es évek második felére tehető. Ezt követően került sor a 80-as évek első felében, illetve még az évtized közepén a III. ütem munkálatainak kivitelezéseire. 
2008 tavaszától az Avas II-es ütembe nagy számban vándoroltak be szegény sorsú romák.

#### Intézmények, szolgáltatás
A kezdeti lakásépületi lendületet az intézményhálózat késve, csak szükségmegoldásokkal volt képes követni. Eleinte lakásokban oldották meg a bölcsődei és óvodai ellátást, a kereskedelmi egységeket felvonulási épületekben és faházakban helyezték el, a körzeti orvosok is lakásokban rendeltek. Ezek az ideiglenes létesítmények egy része csak az 1990-es évek elejére szűnt meg.
Egy 2002-es összeírás szerint az avasi városrészben 71 üzlet, 18 ruházati bolt, három vasáru bolt, négy gyógyszertár, három szolgáltatóház, rendőrőrs, két posta, illetve 45 söröző, presszó és étterem működött. A lakótelepen tíz házi- és hat gyermekorvosi rendelő, valamint két idősek otthona volt. 2008-ban az Avas alján Tesco áruház épült.
A városrész közlekedését, illetve a kapcsolatot Miskolc más részeivel az MVK Zrt., Miskolc közlekedési vállalata látja el buszjáratokkal. Ez a szolgáltatás már a kezdeti időkben, a '70-es években is jól működött. A közlekedési vállalatnak két végállomása volt az Avason: az egyik az Avas városközpontnál, a másikat az Avas kilátónál alakították ki. A városrészben az autóparkolók száma kedvezőbb, mint máshol a városban.
Az Avason található Uruguay tiszteletbeli konzuli képviselete.

#### Az avasi lakótelep főbb útjai
Az Avasra a belváros felől az Ifjúság útja vezet fel a Csabai kaputól a Fényi Gyula térig. A Szabadságharc utca a Népkert felől vezet fel, és a Fényi Gyula térnél az Ifjúság útjába csatlakozik be.
Dél felől, a Miskolctapolcai útról a Szentgyörgy út (rendszerváltás előtti neve Engels út) vezet fel, amely szintén a Fényi Gyula térig tart.
Nyugat felől, azaz a Hideg sorról, illetve a Ruzsinszőlőről a Mendikás dűlőn át lehet eljutni a III. ütem felső szintjére, amely út a Pattyantyús Á. Géza utcában, majd a Klapka György utcában folytatódik.
A városi buszközlekedés az Ifjúság útján és a Szentgyörgy úton több járattal biztosított.

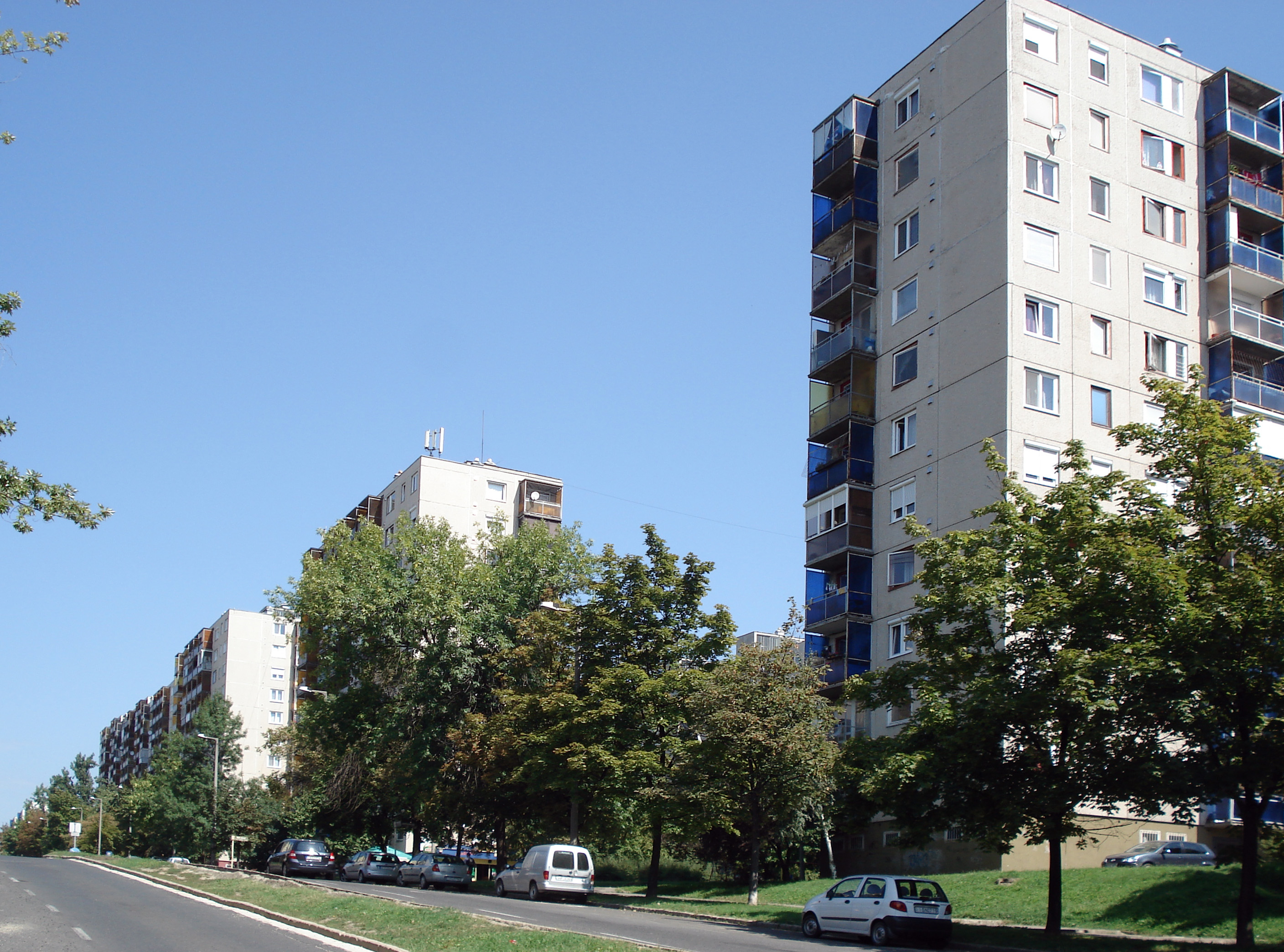
A lakótelep részlete (Szentgyörgy út)
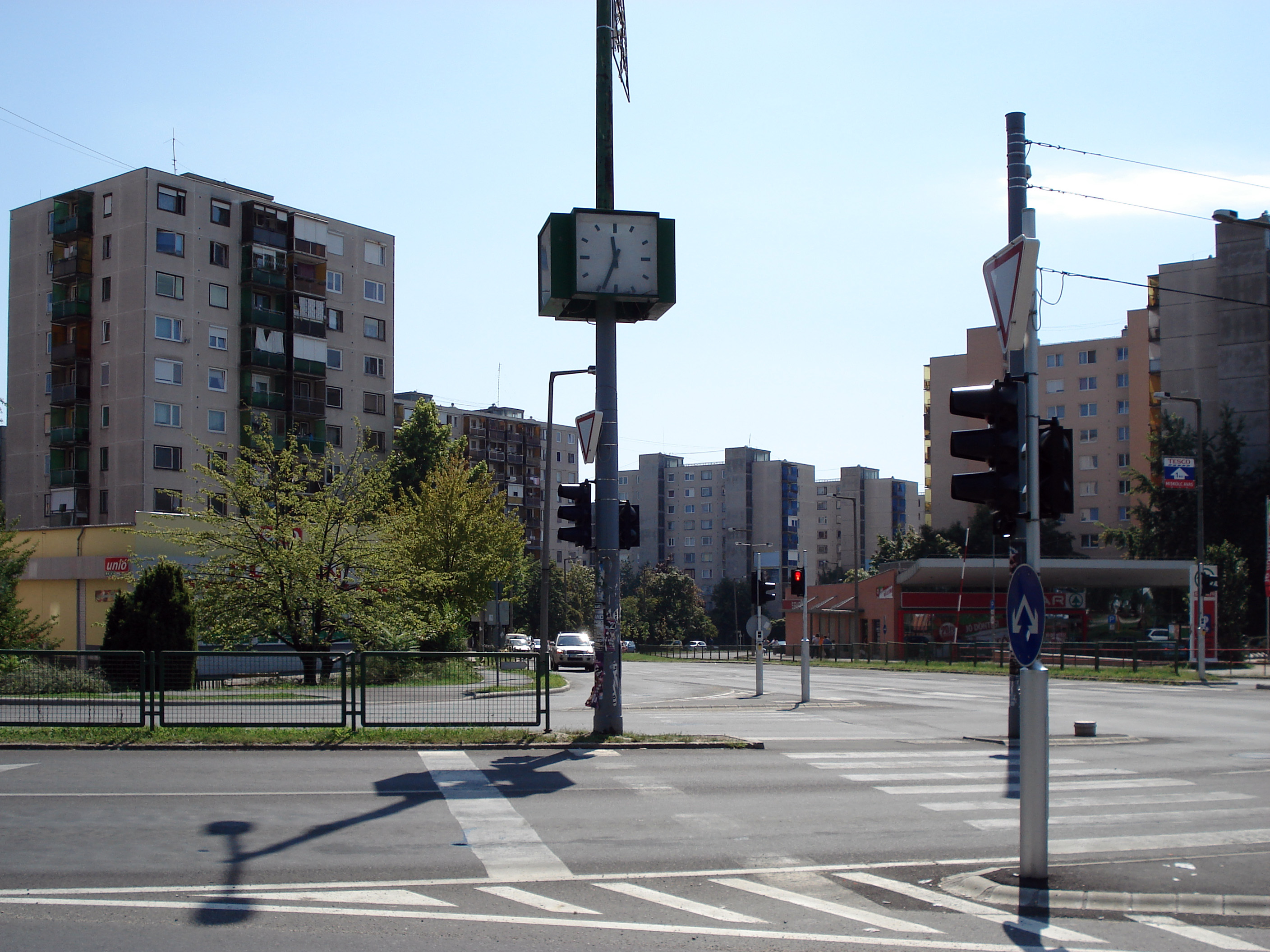
Bal oldalon étterem, jobb oldalon bolt a lakótelepen (Szentgyörgy út – Ifjúság útja kereszteződés)
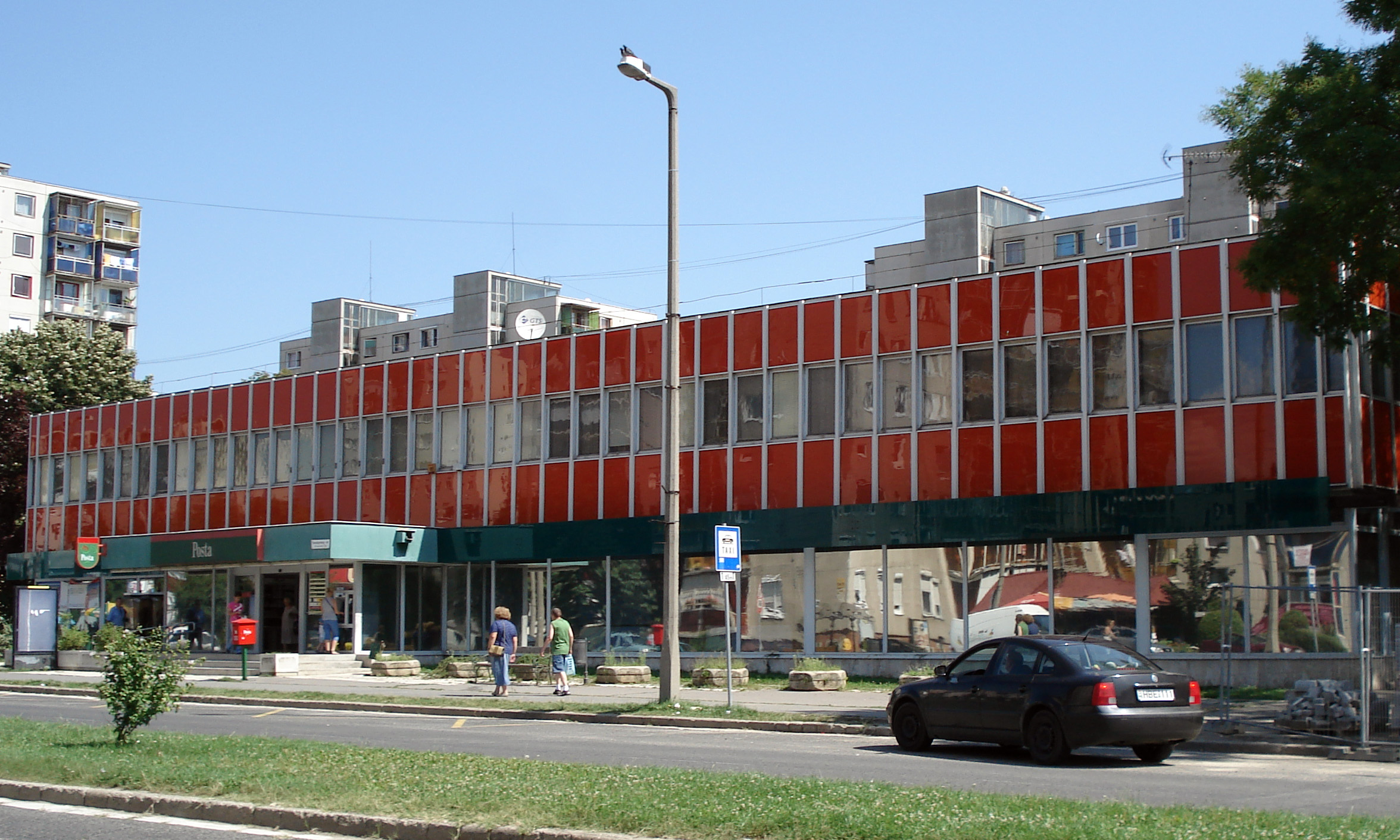
A 23-as posta az Avason (Szentgyörgy út)
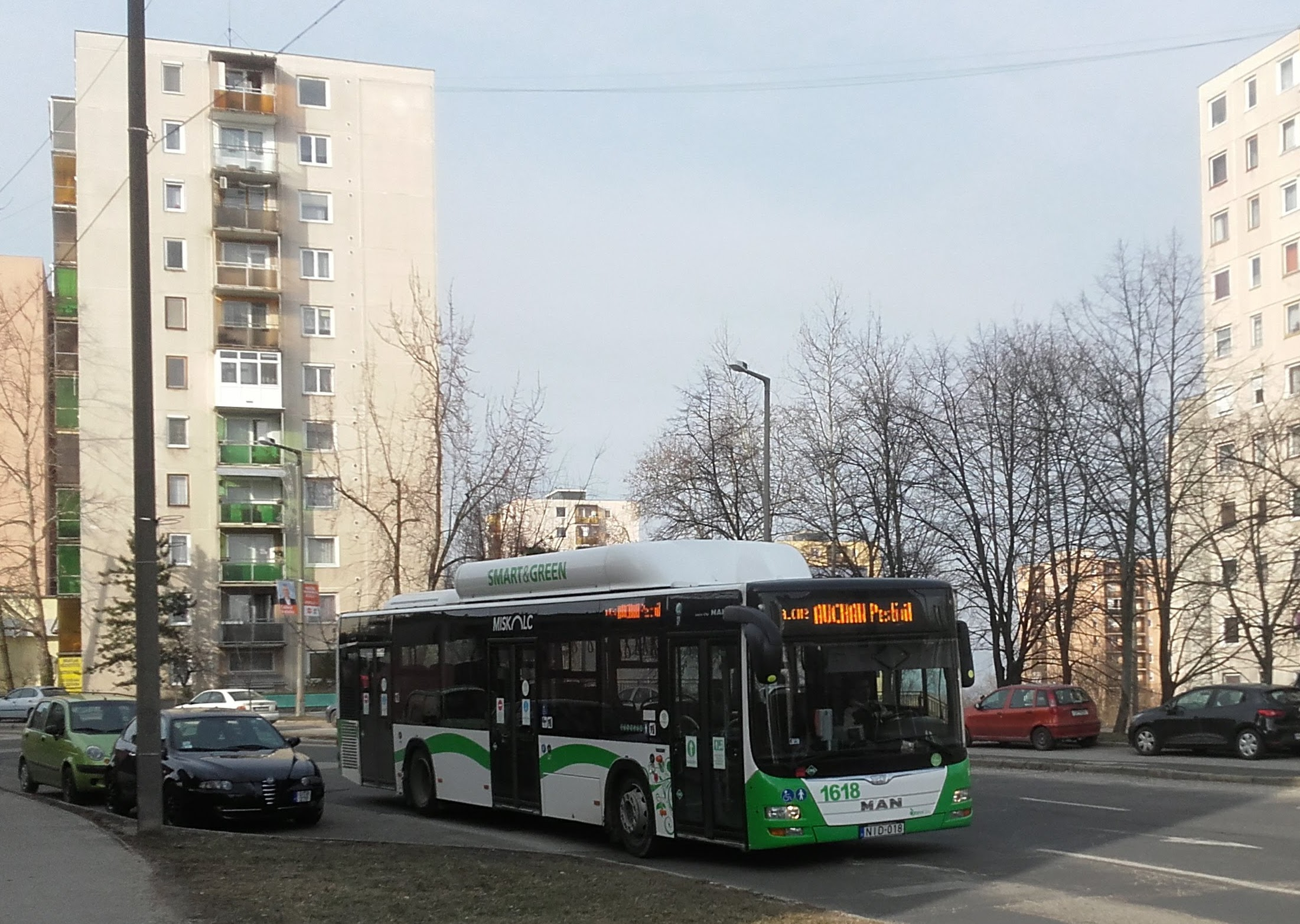
Az Auchan 2-es busz halad a Szentgyörgy úton

#### Oktatás
Az avasi lakótelepen öt általános iskola és öt középiskola található. A Fáy András Közgazdasági Szakközépiskola (2011-től Fáy András Görögkatolikus Közgazdasági Szakközépiskola) régi, 1917-es alapítású intézmény, és 1980-ban költöztek új helyükre. A Szemere Bertalan Szakközépiskola, Szakiskola és Kollégium új épülete 1981-re készült el, de ez az iskola is történelmi múltra tekint vissza: 1874-ben alapították. A két iskola gyakorlatilag egymás szomszédságában helyezkedik el. Újabb építésű az Avasi Gimnázium épülete, amely a III. ütemben épült, és 1987-ben nyitotta meg kapuit. Az Avas harmadik ütemében épült a Fényi Gyula Jezsuita Gimnázium és Kollégium, amely az Ige templomával alkot egy komplexumot, és 1994-ben kezdte meg az oktatást. A Ferenczi Sándor Egészségügyi Technikum helyileg a Szemere Szakközépiskola alatt helyezkedik el, és 2002 óta működik a Korányi Sándor és a miskolci Ferenczi Sándor Egészségügyi Szakközépiskola integrációja révén.

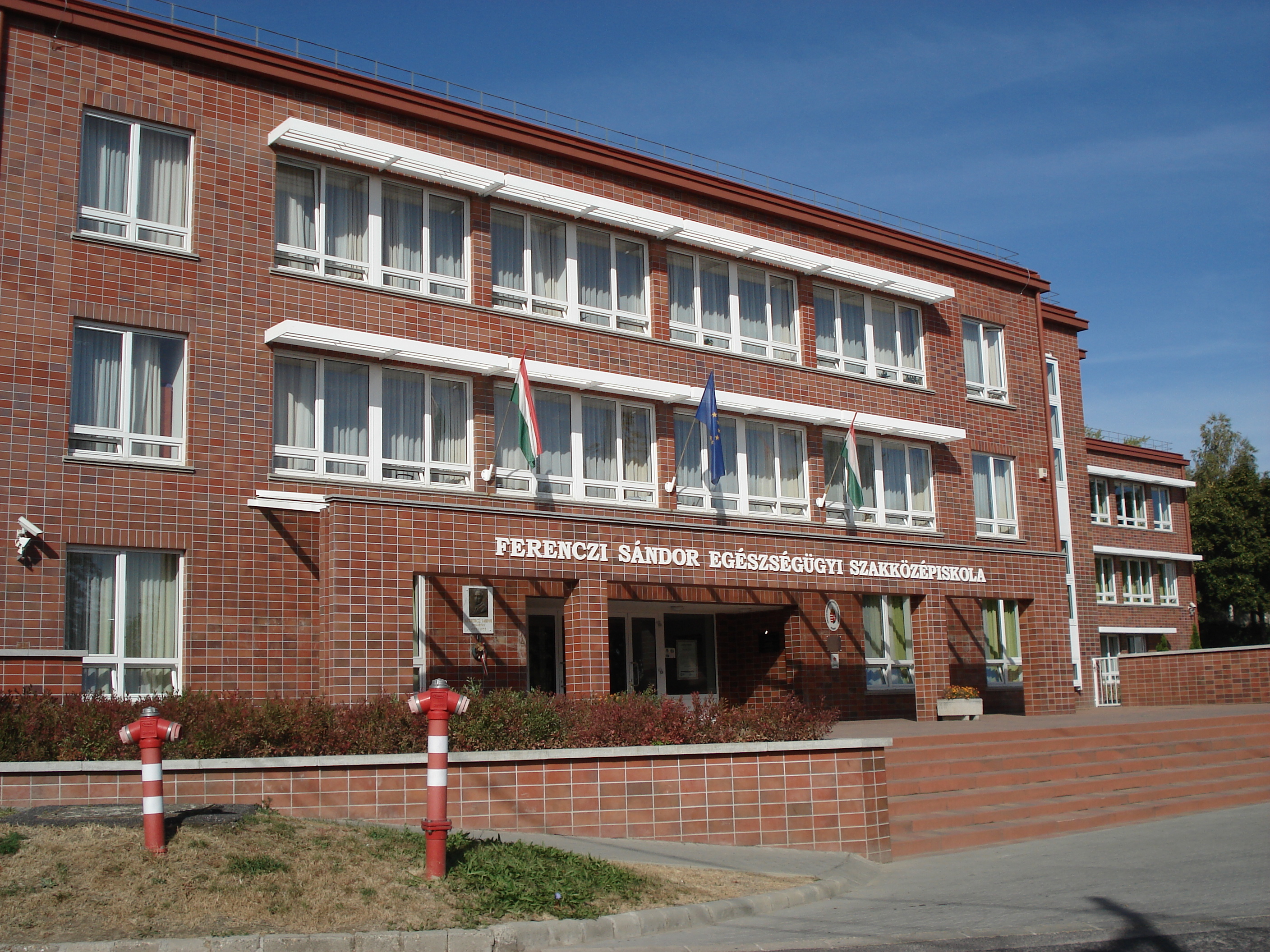
A Ferenczi Sándor Egészségügyi Szakközépiskola
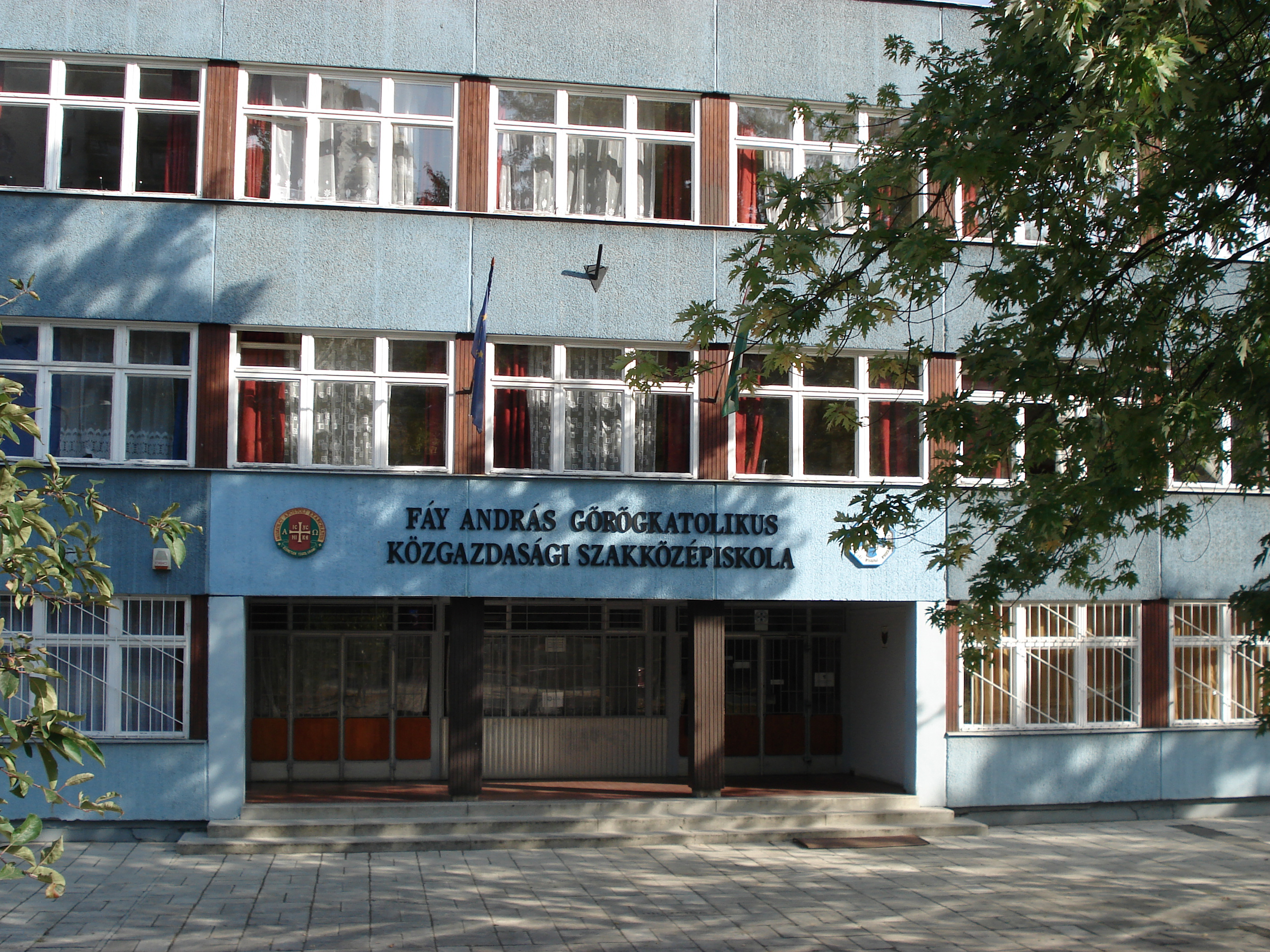
A Fáy András Görögkatolikus Közgazdasági Szakközépiskola
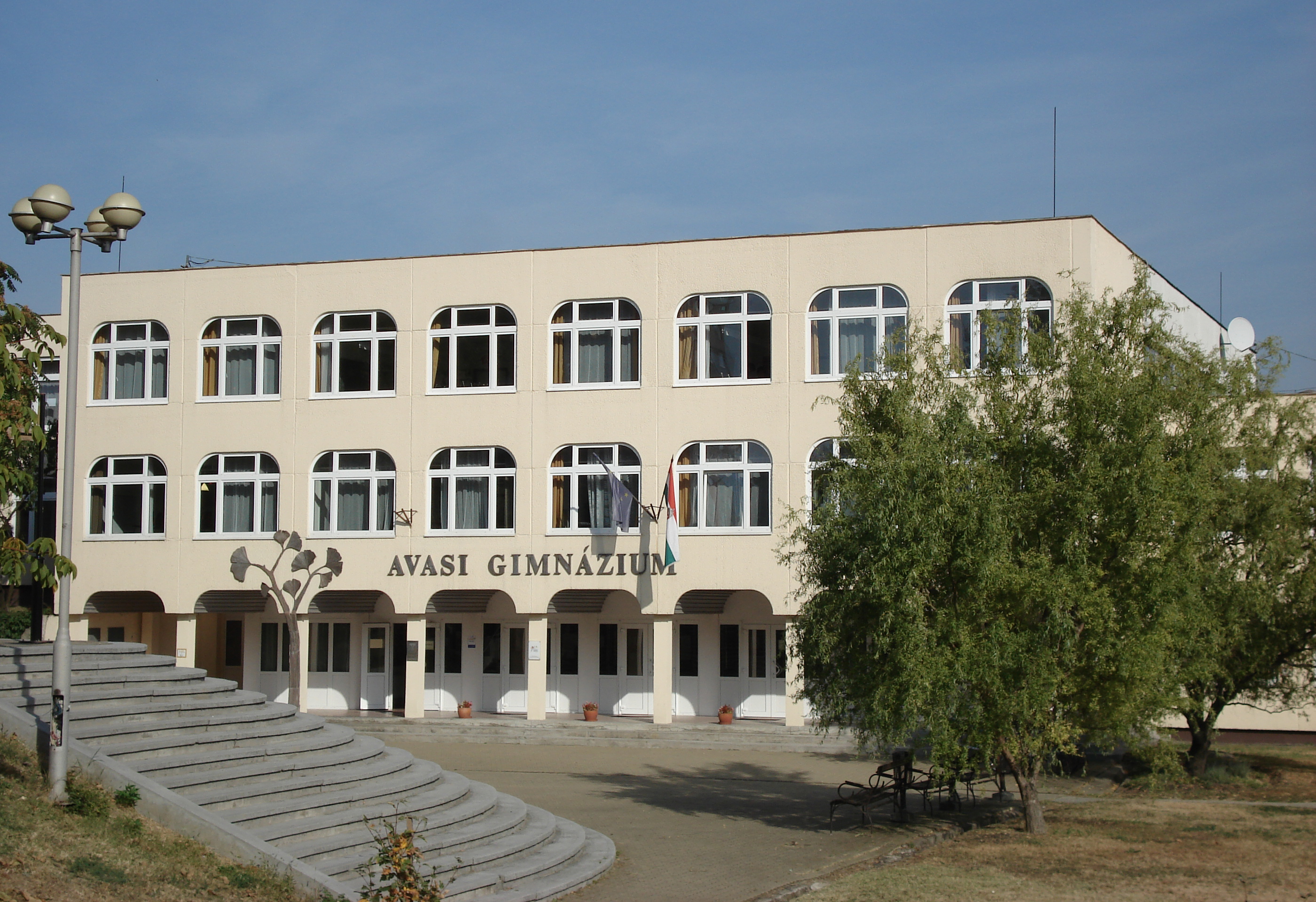
Az Avasi Gimnázium

### Az Ige temploma
Az avasi lakótelepen építendő ökumenikus templom megépítésének ötletét Velkey László orvosprofesszor fogalmazta meg 1986-ban, végül hivatalosan Seregély István egri érsek kezdeményezte. Alapkövét 1989-ben tették le, a templom tervezője Ferencz István volt. Az ökumenikus együttesből végül a római és a görögkatolikus rész valósult meg, mert a református és az evangélikus egyház visszalépett. A vöröstéglás épületkomplexumba belefoglalták a jezsuita gimnázium tömbjét is. A templom felszentelése 1992-ben történt meg.

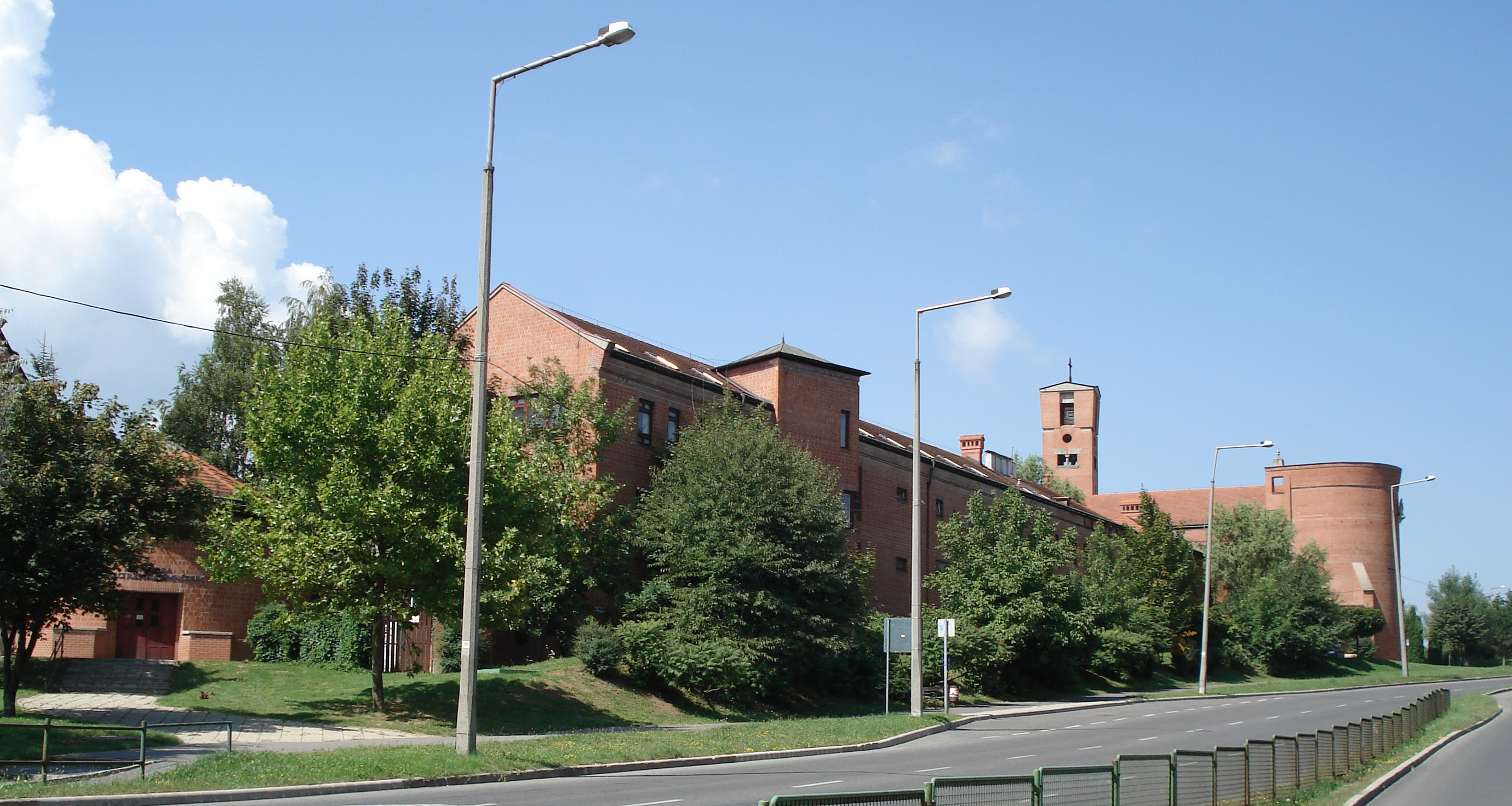
Az Ige temploma és a Jezsuita Gimnázium az Avason
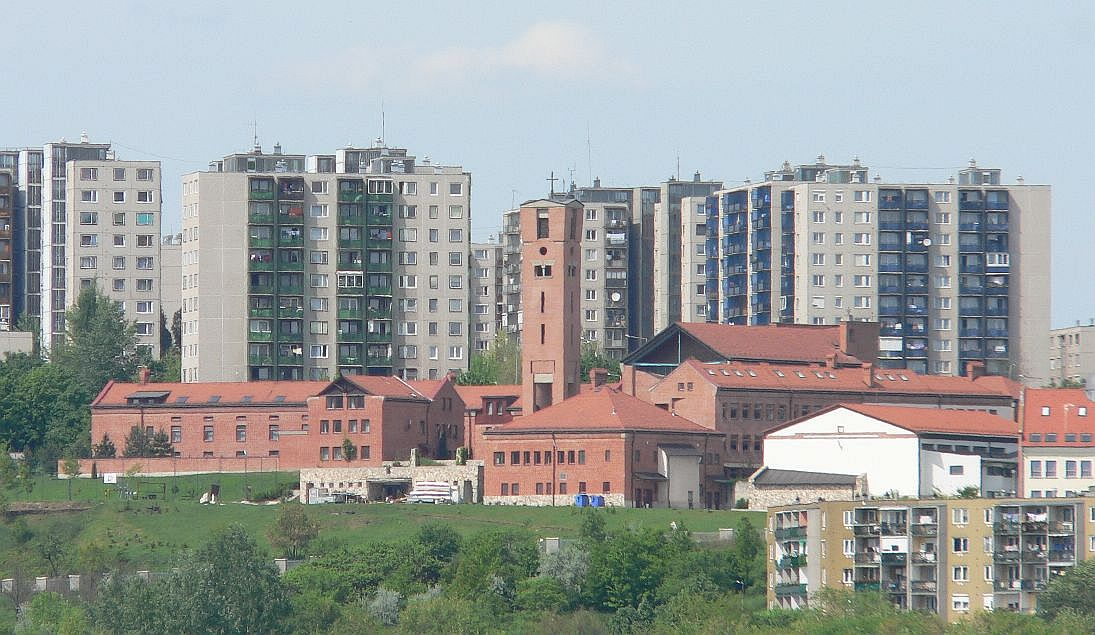
Az Ige temploma és a Jezsuita Gimnázium az Egyetemváros irányából